# Slaveri
| Slaveri |
| --- |
| Slavmarknaden, oljemålning av Gustave Boulanger (1824–1888). - Betydelse – system där människor behandlas som egendom - Bakgrund – förhistorisk tid; ersatt genom industrialisering, förbjuden genom lagar och fördrag om mänskliga rättigheter - Förekomst – delar av Afrika och som människohandel - Relaterade begrepp – träl, livegenskap |

Förekomst av slaveri år 2024, i procent av befolkningen, per land, uppskattat av en.

Slaveri är ett system där människor (slavar) betraktas och behandlas som egendom. Slavägaren låter vanligen slavarna utföra tvångsarbete och kan även sälja slaven vidare.
Historiskt sett har majoriteten av alla kulturer tillämpat slaveri. Det äldsta belägget för ett förbud mot slaveri finns i den persiske kungen Kyros II:s dekret till babylonierna (berömt under namnet Kyros cylinder). I Europa och Medelhavsvärlden spelade slaveriet en stor roll under romerska rikets tid, men efter romerska rikets fall under 400-talet började slaveriet gradvis övergå i livegenskap. I Västeuropa började slaveriet ebba ut på 1100-talet. När Västeuropa började skaffa kolonier under 1600-talet, började dock slaveriet förekomma i dessa, även om de fortsatt var förbjudna i själva moderländerna.
Under 1700-talet uppkom en organiserad abolitionism i Europa och Amerika, som med tiden fick internationellt inflytande. I länderna i Nord- och Sydamerika avskaffades slaveriet under 1800-talet, i några fall efter att länderna blivit självständiga. I samband med att Afrika koloniserades i slutet av 1800-talet förbjöds slaveriet där av européerna. Slaveriet i Mellanöstern, Arabvärlden och Asien bekämpades av kolonialmakterna under tryck från den internationella abolitioniströrelsen och förbjöds under 1900-talet. Idag bedöms slaveri förekomma i bland annat Nordafrika.

## Etymologi och avgränsningar
Slav kommer ursprungligen från de slaviska gruppernas ord för sig själva, "Slověnci" (berömda, beryktade), som gav upphov till östromerska sklabos (580 e.Kr), betydande "person av slavisk folkstam". Sedan har det via latinets sclavus (c:a 800 e.Kr) kommit till svenskan – i betydelsen av ägd, ofri människa – allra senast på 1600-talet.
Anledningen till betydelseglidningen tros vara de långvariga krig mellan Bysantinska riket och de slaviska områdena, under vilka stora mängder slaviska krigsfångar blev gjorda till egendom.
I juridisk bemärkelse saknar slaven rättshandlingsförmåga. Ägaren kan förfoga över slaven väsentligen efter egna önskemål, och även överlåta äganderätten till någon annan. Detta framgår klart av bland annat en av de romerska termerna för slav, manicipium, vilket just betyder egendom, eller det arabiska mamlúk som har samma betydelse.
Livegenskap innebär att en person är bunden till ett visst landområde och måste arbeta för den som för tillfället äger jorden. Däremot kan inte en livegen säljas enskilt, vilket skiljer det från konventionellt slaveri. Som slav kan man ibland räkna någon som lever i någon annans fångenskap i ett land där slaveri är förbjudet – se människohandel för denna definition.

## Slaveriets och slavhandelns historia

### Slaveri under forntiden

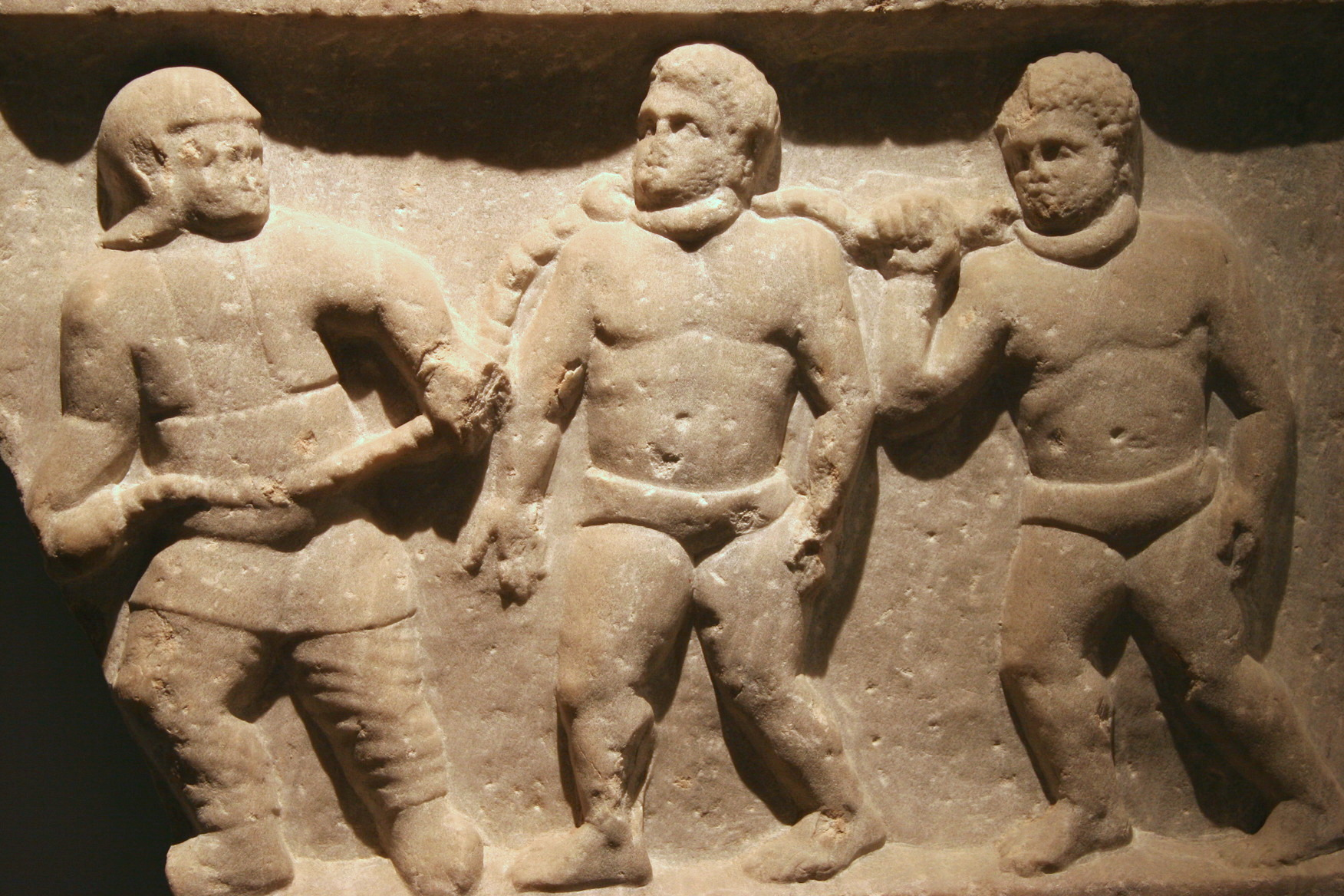
Tillfångtagna slavar med halskragar. Marmorrelief i Smyrna, Mindre Asien (200-talet e.Kr.)

När slaveriet först uppstod är svårt att klarlägga. Under äldre stenåldern levde människor på jakt, fiske och födoinsamling, i regel i mycket små, ofta kringflyttande grupper. Såväl samhällets småskalighet som levnadssättet gjorde det svårare att samla på sig egendom än i ett bondesamhälle. Emellanåt har detta tolkats som att de sociala skillnaderna människor emellan var mindre, men denna slutsats är omdiskuterad och det kan inte uteslutas att det redan under äldre stenåldern funnits grupper eller individer som hållit andra människor som slavar, för en kortare eller längre period.
Efter hand som människorna blev bofasta jordbrukare och samhället blev alltmer storskaligt kan man i det arkeologiska materialet, exempelvis gravar, se en ökad differentiering. Den beror sannolikt på större sociala och ekonomiska skillnader. Om det fanns människor som i juridisk mening var ofria är däremot svårt att bevisa utan skriftliga källor.
De första skriftliga beläggen på slaveri finner man i några av de äldsta skrifter som bevarats, mer än 4 000 år gamla kilskriftstavlor från Mesopotamien. Även i Gamla testamentet omnämns både slavar och slavägare, vilket visar att slaveri var välkänt även i den israeliska kultur där Bibelns berättelser nedtecknades. Omfattningen av slaveriet i de forntida kulturerna i Främre Orienten, exempelvis i Mesopotamien, Egypten och Palestina är dock omstridd, liksom i det forntida Kina. I flera av dessa kulturer fanns ett omfattande system av tvångsarbete exempelvis för att gräva bevattningskanaler. Men de människor som var ålagda detta tvångsarbete behövde nödvändigtvis inte vara ofria i juridisk bemärkelse, utan kan ha varit bönder som annars brukade sin egen jord och inte kunde säljas eller köpas. I de skriftliga källor, som bland annat utgörs av köpekontrakt och lagar, framgår dock att det fanns ofria som kunde säljas och köpas och alltså betraktades som andras egendom. Dessa slavar tycks ofta ha varit husslavar som arbetat som tjänare i hushållen.
Ett sätt att skaffa sig slavar var att ta krigsfångar, som fördes hem som slavar till segrarens land eller stad eller såldes vidare. Många slavar hade alltså en annan kultur och ibland ett annat språk än slavägarna. Det framgår också av de skriftliga källorna att människor kunde sälja sig själva eller sina barn som slavar. Fattigdom, svält eller skuldsättning kunde tvinga dem till detta.

### Slaveri under antiken

#### Antikens Grekland
Se även: Slaveri i antikens Grekland

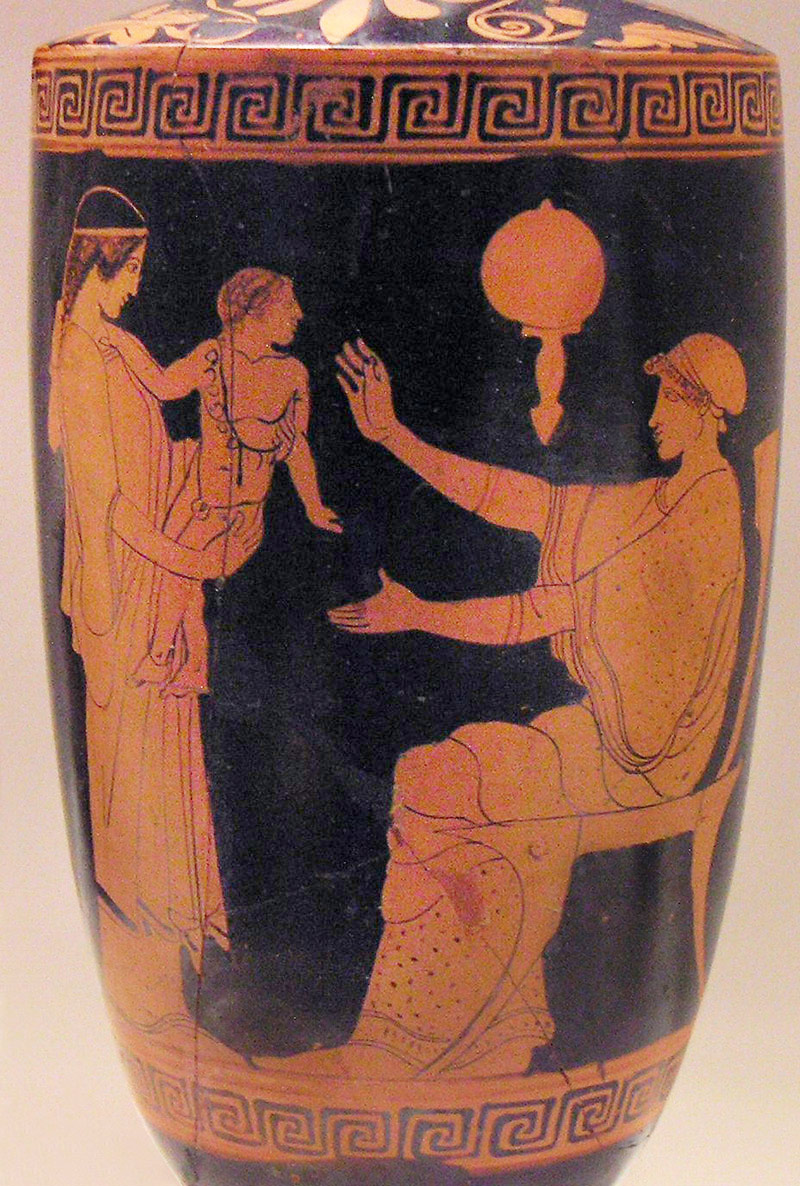
Grekisk vas som visar en slav som räcker sitt barn till en kvinna.

Under antiken tillät krigets allmänna lagar att krigsfångar togs som slavar, om de inte löstes fria genom lösensumma. Det var även vanligt i vissa kulturer att sätta ut vissa spädbarn för att dö, och att dessa sedan plockades upp av slavhandlare. Slutligen förekom också att människor kidnappades av regelrätta räder av slavhandlare.
Slaveriet spelade en betydande samhällsekonomisk roll i det antika Grekland. 
Där fanns redan under klassisk tid, enligt samtida skriftliga källor, många slavar i de förmögna hushållen i Aten och andra grekiska stadsstater. 
Slavarna tvingades även att arbeta i exempelvis gruvor, där få fria kunde förmås att arbeta. 
Under hellenismen ökade antalet slavar på grund av ett uppsving för sjöröveriet.
Frigivning eller friköpande av slavar har förekommit under hela forntiden och antiken, men i varierande omfattning. I Grekland blev de frigivna slavarna inte medborgare utan betraktades som "utlänningar" utan medborgerliga rättigheter. 

#### Romerska riket
Se även: Slaveri i Romerska riket
Under Romerska rikets tid bidrog Roms erövringskrig till en ökning av antalet slavar. 
I de rikaste hushållen kunde det nu finnas hundratals slavar. Liksom i Grekland arbetade också romerska slavar i gruvor, men nu tillkom också ett nytt sätt att utnyttja slavarna. Den fattige, men självägande småbonden trängdes redan före Kristi födelse till viss del ut av rika herremän som köpte upp jorden och samlade den till jättelika jordbruksgods, latifundier. Tusentals slavar sattes att arbeta på dessa gods, som med tiden blev allt större.
Slaveriet i Romerska riket utmärktes att slavar fanns inom hel rad olika sysselsättningar och positioner, en del även i ledande befattningar. Exempelvis var förvaltarna på latifundierna ofta själva slavar eller frigivna slavar. Detta trots att de stundom på egen hand styrde dessa godskomplex med hundratals både fria och ofria under sig. Slavar återfanns även inom den offentliga förvaltningen; under kejsarperioder tillhörde en del slavar staten eller kejsaren och de hade uppgifter inom den offentliga verksamheten, som till exempel underhåll av akvedukterna, och även inom byråkrati och förvaltning. 
Många slavar, främst kvinnor, utnyttjades dessutom sexuellt, antingen av sina ägare eller som prostituerade.
I Rom kunde en frigiven slav bli romersk medborgare, även om han som frigiven fortsatte att vara knuten till sin förre ägare som klient. De frigivnas barn betraktades däremot som fullständigt fria medborgare. Rymningar och slavuppror förekom också. Slavarna i gruvorna eller på latifundierna var de som oftast levde under mest outhärdliga förhållanden och var också de som tycks ha deltagit mest i uppror. Gladiatorn och slaven Spartacus ledde ett av de största upproren år 73 f.Kr..
Efter Romerska rikets fall på 400-talet övergick slaveriet i Europa gradvis till livegenskap.

### Slaveri i den muslimska världen

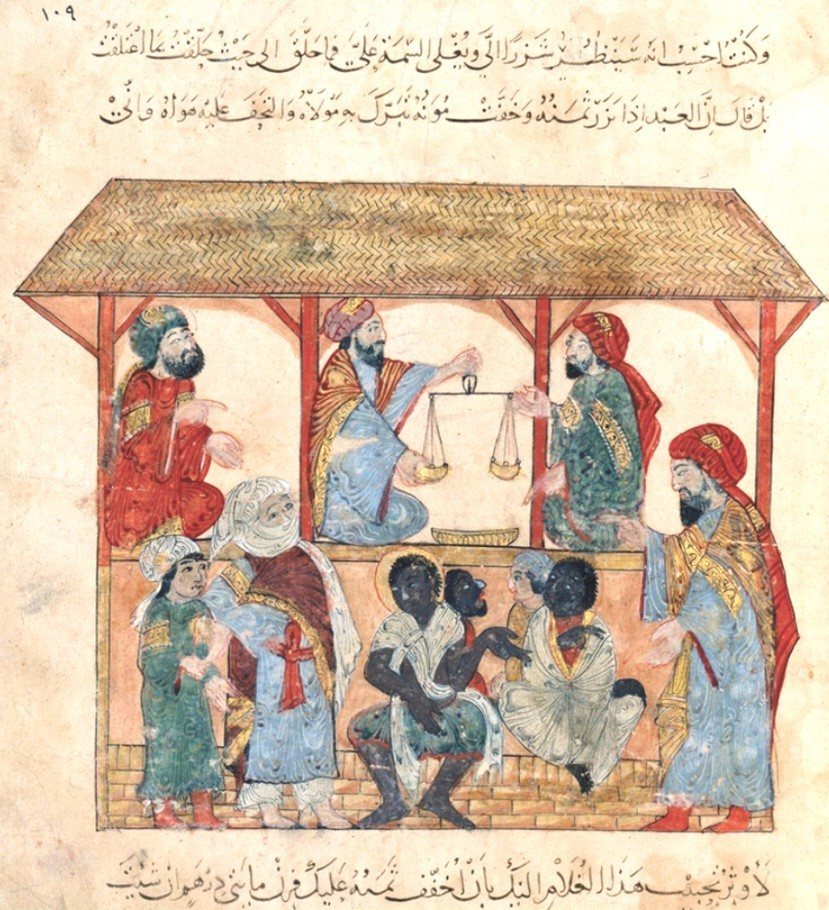
Arabisk illustration föreställande afrikanska slavar i Jemen, 1200-tal.

Mellanöstern var i historisk tid dominerad av en rad muslimska imperier, och historien om slaveri representeras till stor del av slaveri i Rashidunkalifatet (632-661), slaveri i Umayyadkalifatet (661-750), slaveri i Abbasidkalifatet (750-1258), slaveri i Mamluksultanatet (1258-1517) och slaveri i Osmanska riket (1517-1924). 
Slaveriet i den muslimska världen hade gemensamma grunddrag, eftersom den följde den islamiska lagen i frågan. 
Enligt islamisk lag var utländska kafirer (icke-muslimer) per definition lagliga för muslimer att ta som slavar, eftersom icke muslimska krigsfångar enligt islam var legitima mål för slaveri inom islam; och alla icke-muslimer som inte levde som dhimmi i ett muslimskt rike, var att räkna som fiender, eftersom den den muslimska världen (dar al-Islam) ansågs befinna sig i ett konstant krigstillstånd med den icke-muslimska världen (Dar al-harb).
Slavhandel till Arabvärlden hade pågått redan under för-islamsk tid, men expanderade efter islams etablering och kom att vara längre än kanske någon annanstans i världen. 
Den arabiska slavhandeln på Afrika pågick under längre tid, från 600-talet till 1900-talet, än den transatlantiska slavhandeln (1400-talet till 1800-talet). Den muslimska slavhandeln med slavar från Afrika förslavade i stort sett jämförbara mängder människor som den transatlantiska slavhandeln, mellan 11 och 14 miljoner.
Könsfördelningen i det islamiska slaveriet skiljde sig från det atlantiska: i den förra gick det två kvinnor på varje man, i den senare två män för varje kvinna.
Slavar ägdes i alla muslimska samhällen, både nomadiska och bofasta från Arabvärlden i centrum till Nordafrika i väster och Indonesien i öst. Uppskattningsvis var slaveriet lika vanligt i den muslimska världen (engelska: The Eastern slave trade) som i västvärlden (engelska: The Atlantic slave trade). Fastän Islam har fått äran av att ha förmildrat det uråldriga slaveriet som var institutionaliserat för Islams existens, har muslimska auktoriteter aldrig predikat att slaveriet skall avskaffas. Enligt sharia-lag är slaveri lagligt och accepterat.
Då den islamiska rätten förbjöd att den som var född muslim gjordes till slav, togs slavar från icke-islamiska områden. Slavar togs dels söderifrån från Afrika, dels norrifrån från Europa (Saqaliba) och från Iberiska halvön i väster till Indiska subkontinenten i öster. Islam förbjöd illabehandling av slavar och muslimska traditioner underströk att slavar skulle behandlas med medmänsklighet. Hushållsslavar och sexslavar kunde delas ut som belöning till krigare och tjänstemän.
Från Muhammeds tid och fram tills idag beräknas mellan tio och femton miljoner människor tagits som slavar från Östafrika till den muslimska världen under den arabiska slavhandeln, främst till dagens Marocko, Algeriet och Libyen samt de historiska Persien, Osmanska riket och Arabien. Från Östafrika gick slavhandeln huvudsakligen via tre vägar norrut:
- genom Sahara.
- från rödahavskusten.
- från Östafrika via indiska oceanen.

Europeiska slavar togs till Mellanöstern från huvudsakligen två vägar söderut:
- landvägen från centrala och västra Europa genom al-Andalus i Spanien och genom Balkanhalvön och Östeuropa genom Radaniternas slavhandel (saqaliba).
- via pirater som överföll skepp och gjorde kusträder längs Västeuropas och medelhavets kuster (slavhandeln på Barbareskkusten).
- landvägen från Östeuropa och södra Ryssland mot Krim (slavhandeln på Krim).

Manliga slavar användes som hantverkare, palatsvakter, haremseunucker och framför allt slavsoldater (Ghilman). Islamiska härskare i Orienten använde till stor del slavar i sina arméer. De slavsoldater som kallades mamluker, hämtades främst från områden som Sydryssland och Kaukasus.
Kvinnliga slavar användes antingen som hushållsslavar (odalisker), eller som sexslavar (konkubiner) i haremen (Ma malakat aymanukum). I den muslimska världen anställdes inte fria kvinnor som tjänsteflickor, som i Europa, eftersom detta skulle bryta mot den påbjudna könssegregationen, och därför användes slavar för detta ändamål. Enligt islams seder fick en man ha fyra muslimska hustrur, men många slavinnor. Eftersom muslimska kvinnor inte fick vara slavar, var därför slavkonkubinerna i muslimska härskares harem som regel icke muslimska slavinnor.
Ett exempel på denna sedvänja var kvinnorna i det kejserliga osmanska haremet. De osmanska sultanerna brukade sällan gifta sig formellt utan hade endast ett harem med slavgemåler av olika rangordning – därför var också sultan Suleimans giftermål med den berömda slavkonkubinen Roxelana 1533 en sådan chock för det dåtida samhället. De flesta sultanerna hade därmed också en slavinna som mor. En sultanmoder hade dock en privilegierad ställning, då hon vid sin sons tronbestigning blev haremets första dam och fick titeln Valide sultan, vilket var den förnämsta titeln en kvinna kunde få i det Osmanska riket. Sedvänjan var i stort sett densamma i de flesta muslimska härskares hov i Mellanöstern, från medeltiden fram till åtminstone 1800-talet.

#### Slavhandeln på Barbareskkusten
Arabiska pirater, främst barbareskpiraterna opererade från kusterna mot Atlanten och Medelhavet, från hamnar som Tunis, Salé och Tripoli, och tillfångatog människor som sedan såldes i slavhandeln på Barbareskkusten. Kustnära byar och städer i Italien, Spanien, Portugal och Frankrike drabbades hårdast. En av de mest kända européer som togs som slav av araberna var författaren Miguel Cervantes som blev fri mot lösesumma. Men slavräder gjordes även så långt norrut som Storbritannien, Irland och Island (Turkräden på Island 1627). I juni 1631 angreps kustbyn Baltimore på Irlands sydkust och 130 män, kvinnor och barn fördes bort för att säljas i Alger. År 1640 satt omkring 3 000 britter förslavade enbart i den staden. Även amerikanska sjömän föll offer för arabiska slavskepp. Mellan 1785 och 1793 togs 130 amerikanska sjömän som slavar av algerierna. Historikern Robert Davis anger att totalt mellan 1 och 1,25 miljoner europeiska slavar togs mellan 1530 och 1780. Ytterligare samtida forskning stödjer att över en miljon slavar togs från Europa till muslimska länder.
Räderna från arabisk-muslimska slavpirater mot amerikanska och brittiska skepp på 1800-talet blev startskottet för den process som satte igång avvecklingen av slaveriet i den muslimska världen. Marocko förbjöd sjöröveriet år 1776, vilket var det första tecknet på en nedgång för regionens slavhandel. Barbareskpiraternas slavhandel försvagades kraftigt genom Barbareskkrigen 1800–1815, och när piratflottan i Alger förstördes år 1816 tvingades Algers pirater förbjuda förslavande av kristna. Resten av den öppna slavhandeln krossades när Frankrike erövrade Nordafrika 1830–1847.

#### Slavhandeln på Krim
Den andra huvudkällan för europeiska slavar till den muslimska världen var slavhandeln på Krim, där krimtatarerna kidnappade människor från östra Europa, främst Ryssland men även länder som Polen och Ungern, och sålde dem i Kaffa på Krim och vidare till Istanbul och Mellanöstern.
Islamiska härskare i Orienten använde till stor del slavar i sina arméer. De slavsoldater som kallades mamluker, hämtades främst från områden som Sydryssland och Kaukasus. Själva handeln sköttes nästan uteslutande av venetianska köpmän, och så småningom på 1300-talet av genuesarna, vilkas koloni Kaffa på Krim kom att bli en av de största slavmarknaderna i hela Orienten.[källa behövs] Slavinnor av europeiskt ursprung var också populära som konkubiner i de rika männens harem.
Efter sjöslaget vid Lepanto minskade det sjöbundna slavjagandet mot Sydeuropas skeppsfart och kuster. Krim erövrades av Ryssland 1783, vilket stängde slavhandeln där.
År 1830 frigavs alla vita slavar (européer och tjerkesser från Kaukasus) i Osmanska riket på order av sultan Mahmud II, år 1854 förbjöds handeln med slavar från Kaukasus och Georgien, och 1890 signerade Osmanska riket den internationella antislavhandelsakten i Bryssel. I praktiken fortsatte dock slavhandeln inofficiellt fram till första världskriget, särskilt ifråga om kvinnliga slavar, och det är bekräftat att kvinnor såldes så sent som år 1908. Sultanens slavar frigavs år 1909, och Mustafa Kemal Atatürk avskaffade slaveriet vid republikens införande.

#### 1900-talet
Slaveriet på den Arabiska halvön bestod fram till andra hälften av 1900-talet. I Bahrain tycks dock slaveriet ha försvunnit något tidigare och förbjöds där 1937. I Qatar där den ofria befolkningen uppgick till omkring 3 000 av ett totalt invånarantal på 20 000 avskaffades slaveriet år 1952. Det följdes av Saudiarabien i juni 1962 där mellan 15 000 och 30 000 människor, varav 60 procent kvinnor, frigavs. Jemen avskaffade slaveriet 1962, Förenade arabemiraten 1963 och Oman 1970.

#### 2000-talet
Slaveri är lagligt enligt islamisk lagstiftning men är olagligt enligt alla muslimska länders officiella lagstiftning.
I flera muslimska länder är det dock fortfarande vanligt med slavar. Ett exempel på detta är Mauretanien där det ännu är möjligt att födas in i slaveri. Det muslimska Mauretanien var det sista landet att olagligförklara slaveri. Mauretaniens slaveri motiveras med fundamentalistisk islam. De förslavade konverterades till islam och uppfostrades till att tro att det var deras religiösa plikt att tjäna sina herrar. Slavarna lärdes att de på grund av sin "orena" svarta hy var förbjudna att röra vid Koranen.

## Abolitionism och internationell lag

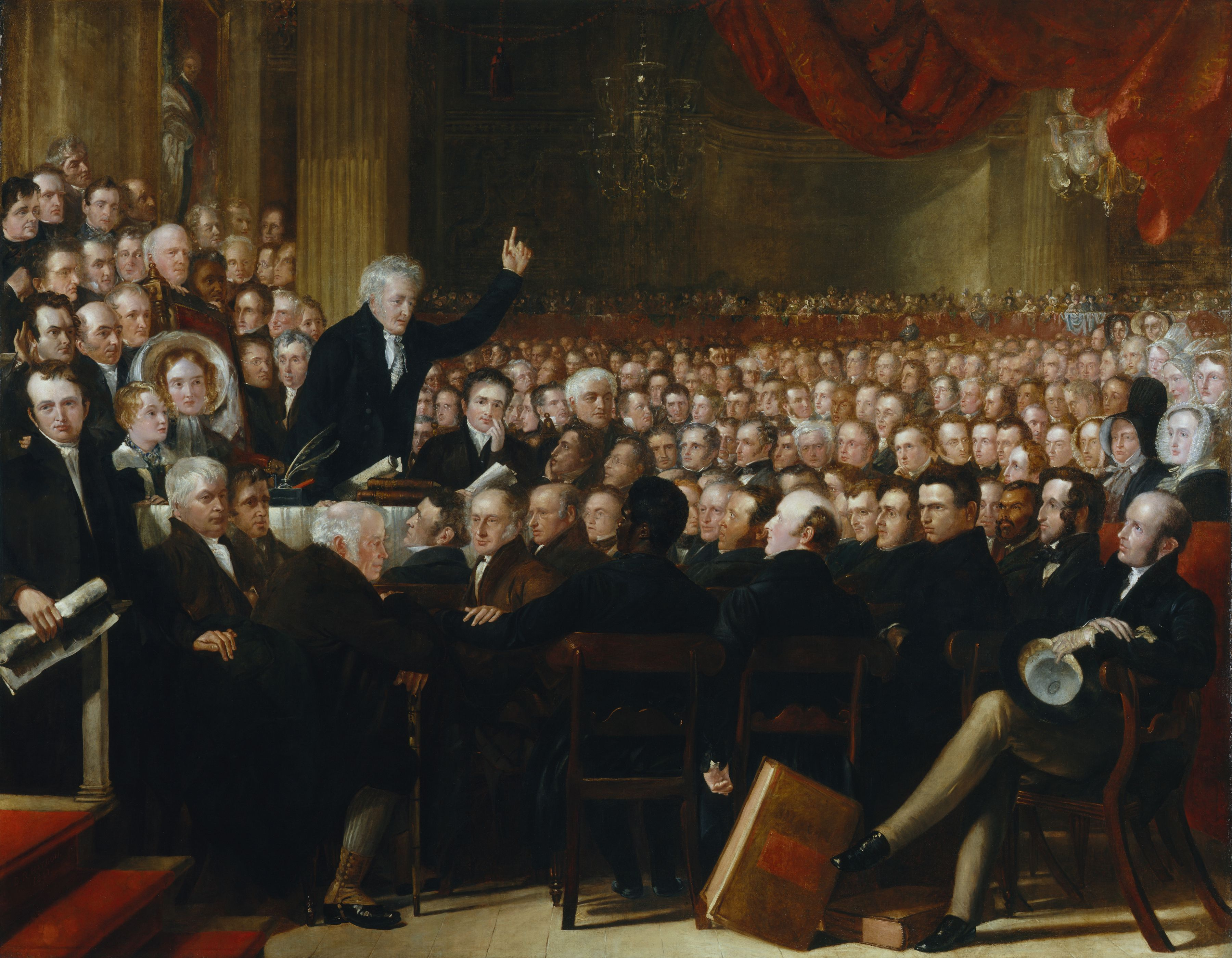
Anti-Slavery Society. Konferens i London 1840. Målning av Benjamin Robert Haydon.

### Före 1900
Den moderna abolitionismen har sitt ursprung i Frankrike och Storbritannien vid 1700-talets slut. Den brittiska föreningen Society for Effecting the Abolition of the Slave Trade grundades 1787 och hade som mål att arbeta mot den brittiska slavhandeln. När detta mål uppnåddes 1807 omorganiserade den sig i Anti-Slavery Society, för att avskaffa det brittiska slaveriet. När även detta mål hade uppnåtts, omorganiserade det sig 1839 i Anti-Slavery International, som verkade för att avskaffa slaveriet globalt. Denna organiserade 1840 sitt bildandet världens första internationella abolitionistkonferens, World Anti-Slavery Convention, som efterhand fick allt större internationellt inflytande. Under 1800-talets första hälft upphörde slaveri och slavhandel i hela Västvärlden, med Brasilien som sista land 1889.
Anti-Slavery International organiserade år 1888 Brussels Anti-Slavery Conference. Denna arbetade fram Brussels Conference Act of 1890, ett internationellt avtal som signerades av sjutton länder. Detta avtal resulterade i att all öppen slavhandel förbjöds i de västerländska kolonialväldena. Efter detta förekom slavhandel mest i den muslimska världen, som den internationella abolitioniströrelsen nu riktade sig mot. 

### Efter 1900
Brussels Conference Act of 1890 kompletterades med Convention of Saint-Germain-en-Laye 1919, som syftade till att totalförbjuda alla former av slaveri och all slavhandel på land och till sjöss.
Convention of Saint-Germain-en-Laye 1919 kompletterades i sin tur av 1926 Slavery Convention. Den introducerades av Nationernas förbund som resultant av dess utredning Temporary Slavery Commission, och syftade främst till att tvinga varje stat att aktivt bekämpa och fullfölja de tidigare förbuden mot alla former av slaveri och slavhandel. 
Traktatet riktade sig vid denna tid främst mot den då pågående slavhandeln på Arabiska halvön, och utgjorde incitament för britterna att slutgiltigt säkerställa att inga former av slaveri längre förekom någonstans i det brittiska imperiet eller i de brittiska protektoraten. Under mellankrigstiden iscensatte Nationernas förbund ett flertal utredningar mot slaveri, och inrättade slutligen en permanent kommission mot slaveri, Advisory Committee of Experts on Slavery, som företog en internationell utredning 1934-1939. Denna utredning kom att ligga till grund för FN:s arbete mot slaveri efter andra världskriget. 
Dessa principer fick ytterligare stöd då slaveri förklarades som ett brott mot de mänskliga rättigheterna i FN:s deklaration om de mänskliga rättigheterna 1948. FN tillsatte en utredning under Ad Hoc Committee on Slavery 1950-1951 som resulterade i den kompletterande Supplementary Convention on the Abolition of Slavery 1956. Det var genom brittiska påtryckningar som de arabiska länderna förbjöd slaveri och slavhandel efter andra världskriget. Bland de sista länderna som förbjöd slaveri var Oman 1970 och Mauretanien 1981, varefter slaveri formellt var avskaffat i hela världen i lagens mening.

### Avskaffande
I vissa länder avskaffades slaveriet för att sedan återkomma. I flera länder har flera på varandra följande försök gjorts för att avskaffa slaveriet. I listan nedan anges året då beslutet verkställdes.
I Sverige avskaffades träldomen 1335. När Sverige år 1784 fick äganderätten över den förut franska ön Saint-Barthélemy i Karibien, där slaveri förekom, återuppstod slaveriet därigenom återigen på svensk mark. Beslutet om avskaffandet på Svenska Sankt Barthélemy fattades sedan 1813, men först den 9 oktober 1847 var alla slavar på svenskt territorium friköpta.

#### Exempel på när slaveriet avskaffades
- Algeriet: 1846
- Afghanistan: 1923
- Bahrain: 1937
- Brasilien: 1888
- Danmark: 1848
- Egypten: 1884
- Frankrike: 4 februari 1794. Återinfört igen av Napoleon I 1802. Slutgiltigt avskaffat 1818.
- Förenade arabemiraten: 1970
- Guldkusten (Ghana): 1874 efter brittisk erövring[förtydliga]
- Indien: 1843 (avskaffat av britterna: utsträckt till hela Indien när hela Indien hamnade under brittiskt styre 1861).
- Iran: 1929
- Japan: 1872
- Jemen: 1962
- Kina: 1909 (slaveriet fortsatte dock i praktiken fram till 1949).
- Kuwait: 1949
- Korea: 1894
- Kuba: 1886
- Libyen: 1854 (förekom dock fortsatt öppet till 1912)
- Mauretanien: 1905, 1961, 1981 och 2007[16] (parlamentsbeslut 2007)
- Mexiko: 1824 (16 september 1810, med självständighetsdeklarationen, utropas frihet från slaveri)
- Nepal: 1924[21]
- Oman: 1970
- Portugal: 1761 (i kolonierna 1869)
- Qatar: 1952
- Rumänien: 1856[22] (formell frigörelse av romer i Valakiet) och 1864[23] (verkställighet)
- Saudiarabien: 1962[14][15][16] (kung Faisals beslut 1962) och 1978[24] (konventionsratificering 1978)
- Storbritannien: 1772 (prejudikat för England) och 1833 (Karibien, Mauritius och Kapprovinsen, dock ej t.ex. Ceylon eller St Helena)
- Sudan: 1899 efter brittisk erövring (blev dock åter lagligt efter självständigheten)
- Sverige: Träldomen avskaffad 1335. Slaveriet på kolonin Svenska Sankt Barthélemy avskaffat 1847 under James Haarlef Haasum
- USA: 1865

## Nutida slaveri

### Juridisk status
Slaveri är idag förbjudet i Sverige genom Europakonventionen artikel 4, vilken är en del av svensk grundlag genom Regeringsformen 2:23. Slaveri definieras som legalt ägandeskap av annan och förbjuder även träldom, vilket definieras som arbetsförhållanden vilka arbetstagaren inte kan påverka eller undvika. Undvika skall förstås som mycket strikt, närmast att jämföras med att fly. Det räcker alltså inte att man inte kan hitta ett annat jobb.
Även FN:s deklaration om de mänskliga rättigheterna (1948) och flera olika internationella konventioner (till exempel 1926 års slaverikonvention) förbjuder slaveri.

### Förekomst
Efter slaveriets formella upphörande fortsätter framför allt slavliknande förhållanden som barnarbete, skuldslaveri, kontraktsslaveri och människohandel att vara stora samhällsproblem. ILO uppskattar att omkring 20,9 miljoner människor lever under tvångsarbete (forced labour). Den kanske starkast växande delen av slavhandeln är handel med kvinnor och barn för sexuella ändamål, något som också förekommer i Västvärlden. De flesta slavarna idag finns dock i Asien (omkring nio miljoner). Högre siffror förekommer, delvis beroende på olika definitioner av slaveri, framförallt beroende på olika metoder för att uppskatta antalet.
Mauretanien var den sista stat som förbjöd slaveriet (2007). En första ansats att förbjuda slaveri gjordes 1981. Trots detta fortsatte slaveri vara accepterat och slavar köps och säljs öppet i landet. Den 9 augusti 2007 gjorde Mauretaniens parlament en ny ansats att kriminalisera slaveriet. Uppskattningsvis 20 procent av Mauretaniens befolkning är ännu förslavad. Mauretaniens slaveri omfattar även en rasdimension. Slavägarna är ättlingar till invaderande arabiska grupper och berberstammar med ljusare hy, medan slavarna är mörkhyade afrikaner.
År 2017 rapporterade The Guardian att slavhandel började ske öppet i Libyen, enligt källor från FN.

## Slaveri i religiösa texter

### Bibeln
Mose lag innehåller många regler om slavar, så slaveriet var tydligen vanligt även i det gamla Israel. Slavar av israelitiskt ursprung, som var sina herrars landsmän, men som hade tvingats in i slaveri på grund av obetalda skulder, skulle friges vid nästa jubelår (vilket inträffade vart femtionde år). Däremot fanns det inga hinder att en utlänning skulle kunna vara en israelits slav hela livet. Men lagen gav också slavarna vissa rättigheter, som att man skulle låta till och med sina tjänare och husdjur få ledigt på sabbaten. Det finns också berättelser i Gamla testamentet, som framställer slaveri som något negativt. Israeliterna befriades enligt Andra Moseboken från slaveri i Egypten, och många år senare hjälpte också profeten Elisa en änka att rädda sina två söner från slaveri. (2 Kon 4:1–8.)
I Nya testamentet skriver aposteln Paulus i sina brev om hur de kristna ska uppföra sig i livet. Han uppmanar i och för sig slavarna att lyda sina herrar. Och hela Filemonbrevet är en vädjan från aposteln för den förrymde slaven Onesimos, så att hans herre Filemon inte skulle bestraffa honom så hårt, som han hade rätt till enligt den romerska lagen. Inom de kristna församlingarna skulle inte heller de olika medlemmarnas sociala status ha någon som helst betydelse, utan alla skulle vara lika mycket värda. Kristendomen kom därmed att ge de många slavarna i Romerska riket ett människovärde.[källa behövs]
Den nya kristna tron anses, tillsammans med ändrade ekonomiska förutsättningar, vara en orsak till att det antika slaveriet gradvis försvann i Europa under 400- och 500-talet.[källa behövs] På ett likartat sätt, alltså åter av både religiösa och ekonomiska skäl, försvann också vikingatidens träldom gradvis i Norden under 1200- och 1300-talet, då kristendomen hade slagit igenom även där.[källa behövs]
Bibeln innehåller dock inga direkta förbud mot slaveri. Däremot innehåller den uppmaningar till de kristna att följa ordningen och lyda sina herrar. Dessutom tolkades Noas ord om att "Kanaan ska vara sina bröders träl" (1 Mos Kap.9) som att svarta människor alltid skulle vara andra människors slavar, för Kanaans far Ham ansågs också vara förfader till afrikanerna. Ursprungligen borde detta bibelställe enbart ha varit en förutsägelse av Noak om att israeliterna skulle besegra kanaanéerna och erövra deras land. Men senare tiders människors gjorde sina egna tolkningar, som passade in även på deras tid. Så under 1800-talet kunde paradoxalt nog både försvarare och motståndare till slaveriet använda Bibeln som argument för sina åsikter.

### Koranen och Hadith

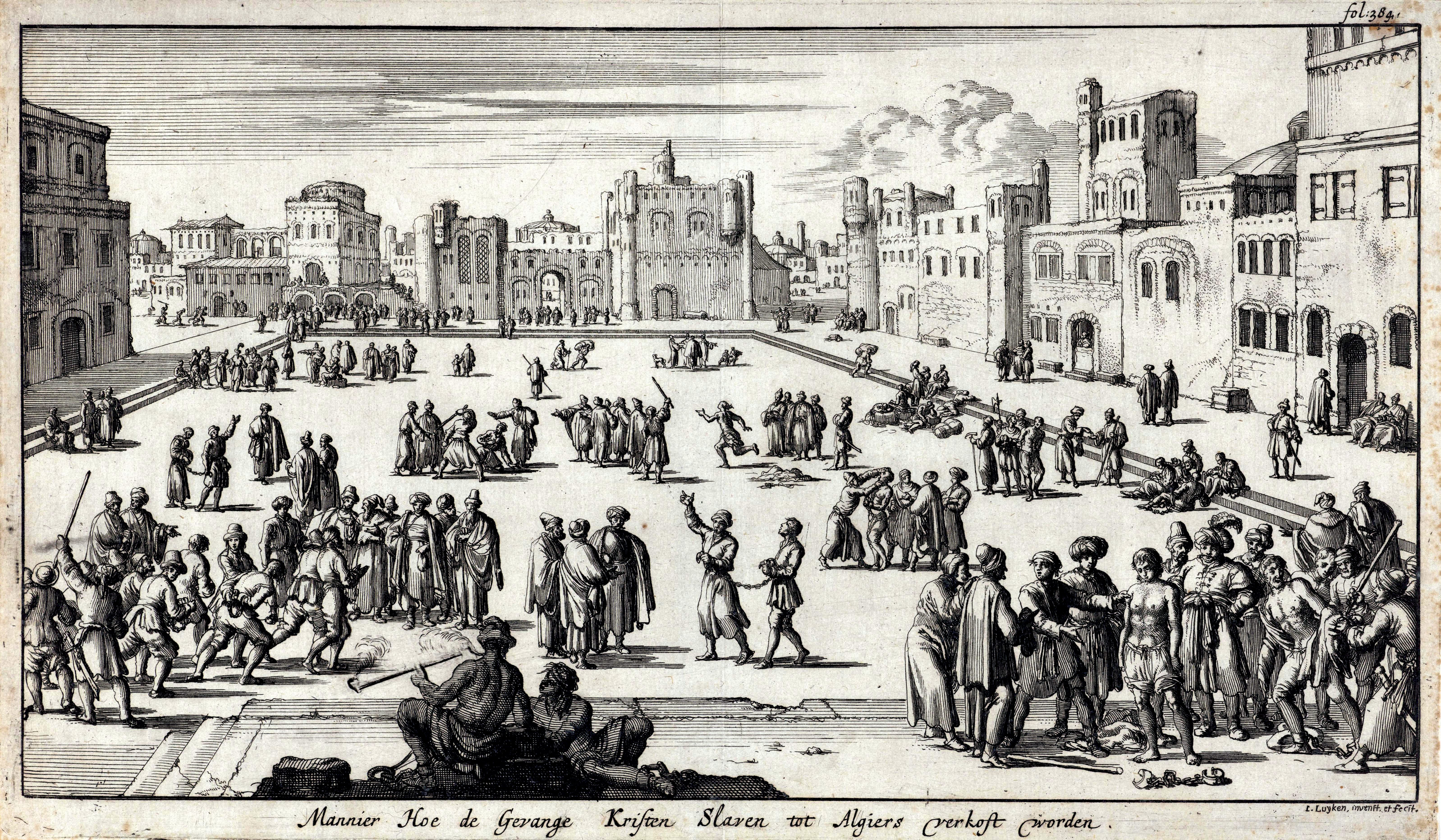
Algeriet, 1684

Koranen innehåller ett flertal suror (kapitel) som stödjer slaveri. I boken bestämmer Gud vilka rättigheter en troende muslim har med sina slavar. Ingenstans i Koranen förbjuds ägande av eller handel med slavar. Slaveri diskuteras gillande i bland annat i surorna 2, 4, 23, 24, och 33. Dock finns en ayah där frigivande av slavar nämns som en god gärning.
Kapitel 33 är centralt; vers 50 slår fast det lagliga i att ta slavar från fienden. Kapitlet berättar även hur Gud hjälpte de troende att ta slavar från de kristna och judar som stred tillsammans med de otrogna. 
Enligt Islamisk lag befann sig dar al-Islam (den muslimska världen) per definition i ständigt krig med dar al-Harb (den icke-muslimska världen); tillfångatagna kafir (icke-muslimer) var därmed per definition krigsfångar, och icke-muslimska krigsfångar var per definition legitima slavar. 
Flera islamska texter och tolkningar stödjer att slavarnas barn förblir slavar. Slavar kan inte bli fria män genom att konvertera till islam; däremot förbättras deras och husbondens ställning i himlen om de gör så. 
Ett barn till två slavar föddes som slav, liksom ett barn vars mor var slavinna, och vars far var okänd. Däremot kunde barnet till en slav födas fri, om fadern var en fri man, som valde att erkänna faderskapet. 
Enligt islamisk lag fick en fri muslimsk man ha samlag med sin kvinnliga slav enligt principen om konkubinat utan att detta definierades som zina, sex utanför äktenskapet, trots att partnerna inte var gifta med varandra. Om mannen valde att erkänna faderskapet till en slavs barn, så föddes barnet fritt och räknades inte som utomäktenskapligt trots att föräldrarna inte var gifta. Muhammed själv hade flera slavkonkubiner, av vilka den mest berömda var Maria al-Qibtiyya. 
Abu ‘Ubaydah sade om Muhammed: "Han hade fyra [konkubiner]: Mariyah, som var mor till hans son Ibraaheem; Rayhaanah; ytterligare en vacker slavkvinna som han anskaffade som krigsfånge; och en slavkvinna som gavs till honom av Zaynab bint Jahsh.""
Tillstånd ges också till familjens kvinnor att tala fritt med slavarna inom hemmets väggar. 
I Sura 24:31 deklarerar Gud att muslimska kvinnor måste sänka sina blickar och dölja sina behag inför alla andra än män och kvinnor inom familjen, inklusive familjens manliga slavar, såvida de inte var eunucker. 
I samma sura, vers 58, står skrivet att slavar måste be om tillstånd innan de får komma in i de muslimska ägarnas rum under tre speciella perioder om dagen.
Rättroende muslimer ska följa Muhammeds exempel och leva som han, i enlighet med sunna. Hur Muhammed levde förtäljs i textsamlingen Hadith. 
Enligt Hadith räknas slavar som egendom, och kan användas för att betala av pengaskulder. 
Hadith beskriver också hur Muhammed själv handlade med slavar.

## Slaveri efter land

### Afrika

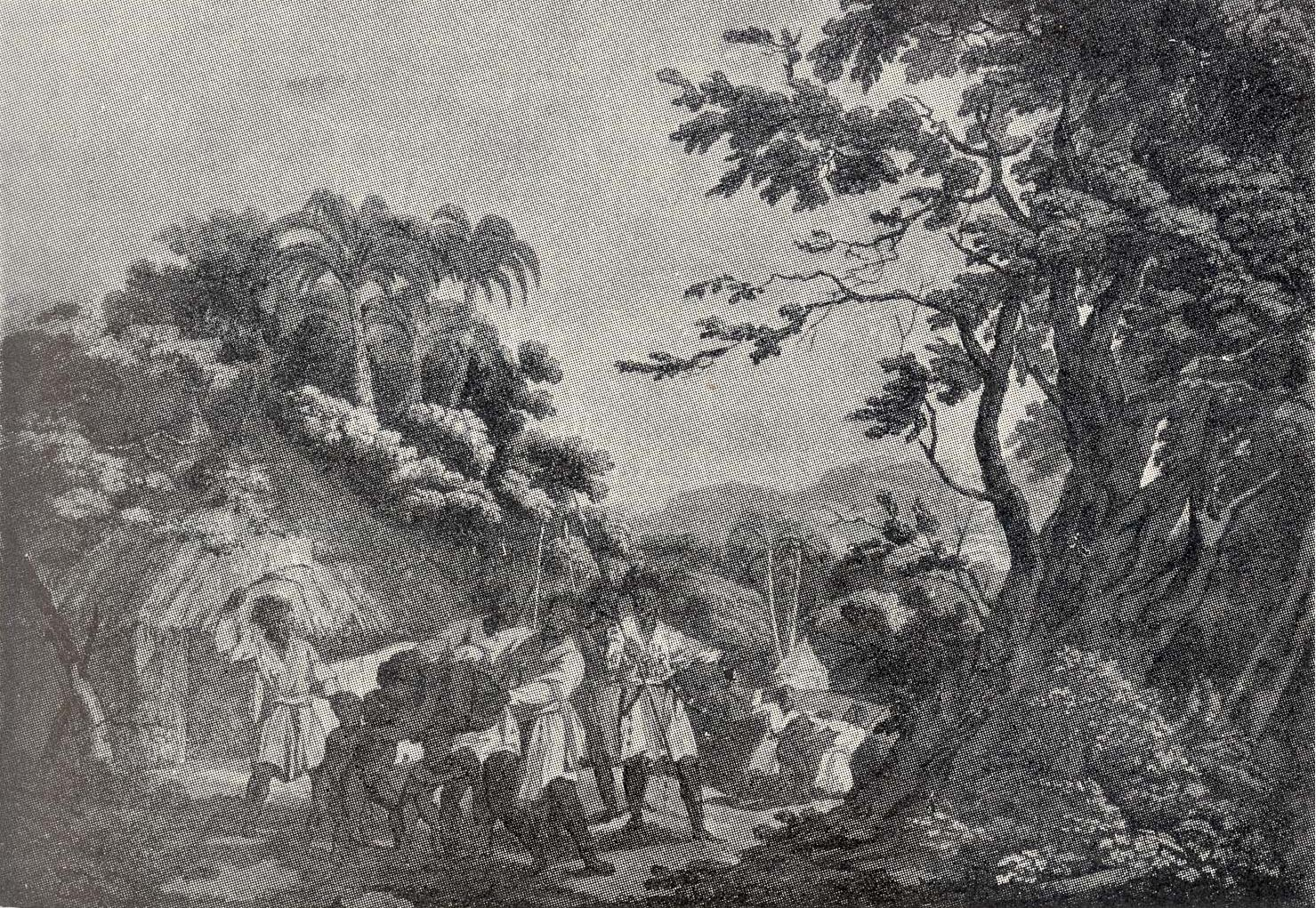
Slavar rövas bort i Guinea omkring 1791 enligt Carl Bernhard Wadström.

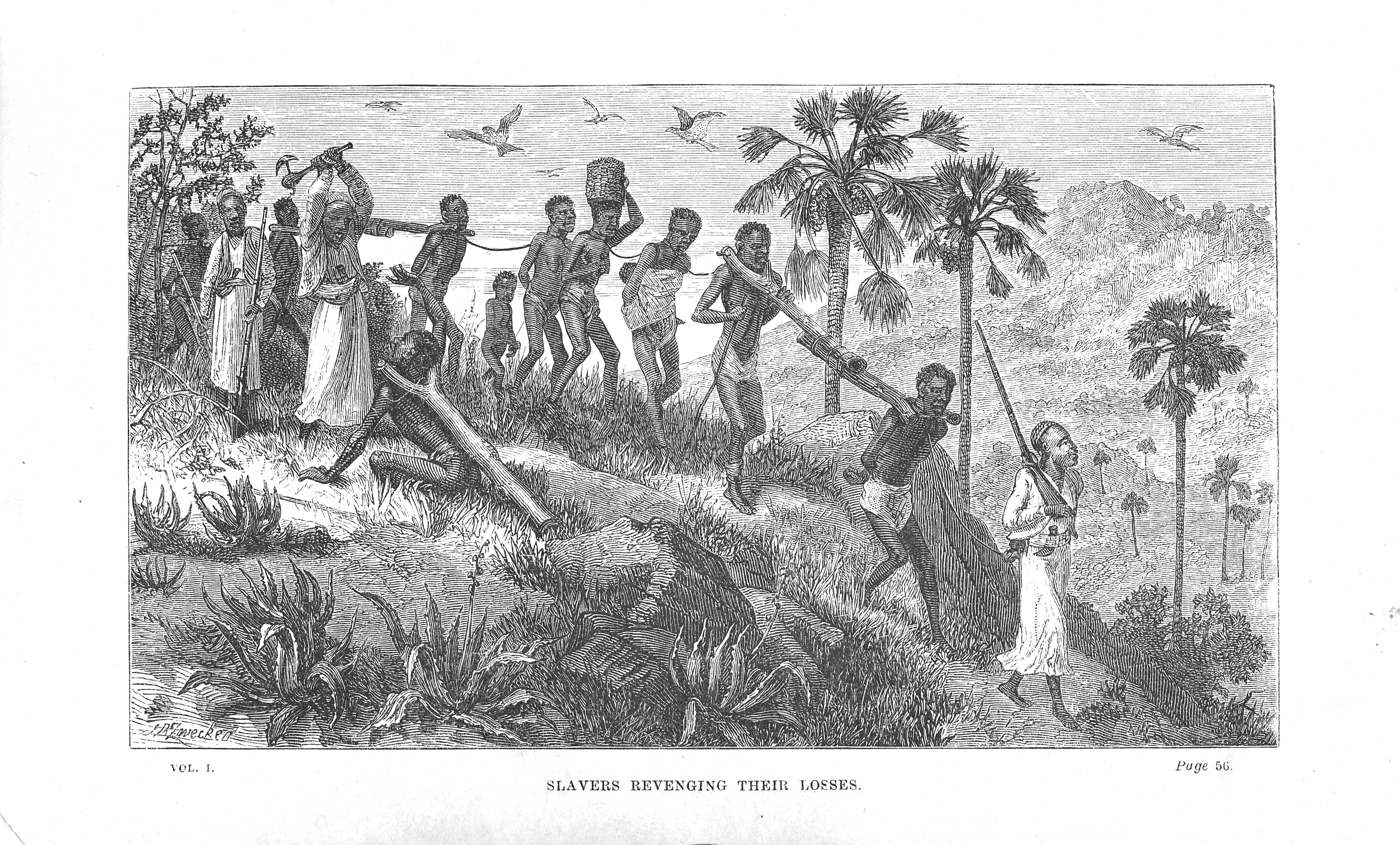
Östafrika, 1866

I Afrika handlade araberna med slavar med början på 800-talet och man uppskattar att cirka 18 miljoner afrikaner skeppades via Sahara-rutten och via Indiska oceanen mellan 1650 och 1905. Då islam förbjöd förslavandet av muslimer blev man tvungna att importera eller fånga slavar ifrån icke-muslimska områden.
Under 1400-talets senare hälft började européerna handla med slavar längs Afrikas västkust och år 1867 hade mellan 7 och 10 miljoner slavar skeppas till Amerika.
De afrikanska slavar som såldes för att användas i Mellanöstern och Amerika tillfångatogs av inhemska afrikanska slavjägare. Afrikanska kungariken och hövdingadömen som fångade slavar inkluderade Oyo-Yoruba, Kongimperiet, Benin, Fouta Djallon, Koya, Khasso, Kaabu, Fantekonfederationen, Ashanti, Aro och kungariket Dahomey.
I Khasso var familjernas status beroende av antalet slavar de ägde. I stater som Ghana (750–1076) och Songhai (1275–1591) utgjordes omkring en tredjedel av invånarna slavar. Ännu högre andelar återfinns inom många andra stammar. Ungefär hälften av Madagaskars befolkning var under en period förslavad. I Etiopien användes kvinnor som sexslavar och i Somalia är den etniska gruppen bantu slavättlingar till sydligt belägna grupper som tagits som slavar av somalierna.
Slaveriet i Afrika avskaffades officiellt i samband med kolonialismen på 1800-talet, antingen som ett resultat av direkt erövring eller genom avtal mellan afrikanska ledare och främst Storbritannien. År 1848 kom Storbritannien och Muskat överens om att bekämpa slavhandeln. Liknande avtal skrevs med Mexiko, Chile, Uruguay och Bolivia år 1843, med Gulfstaterna 1849 och med Zanzibar och Madagaskar år 1873. Den arabiska slavhandeln fortsatte dock informellt till in på 1960-talet.
De koloniala myndigheterna avskaffade slaveriet gradvis i de områden de fick kontroll över under Kapplöpningen om Afrika vid sekelskiftet 1900. Västerländska kolonialmakter drev officiellt och formellt en abolitionistisk politik, men i praktiken hämmades denna policy genom politiska hänsyn till känsliga ämnen som förutsågs kunna ställa till oroligheter eller skada områdets ekonomiska system. 
Den brittiska policyn var att formellt avskaffa slaveri och slavhandel i de brittiska besittningar som tillhörde kategorin kolonier; i de som betecknades som protektorat, var den brittiska policyn att inte förbjuda slaveri men istället underminera den genom att avlägsna slaveriets legala status; och i de som endast var brittiska intressesfärer där britterna inte hade faktisk kontroll upprätthölls endast ett yttre sken av avskaffande av utrikespolitiska skäl. 
De koloniala myndigheterna fokuserade ofta på att underminera slavhandeln, som förlorade sina slavkällor och sin ekonomiska grund genom de ekonomiska omvälvningarna det koloniala systemet innebar, och vid tiden för första världskrigets utbrott 1914 hade den inhemska slavhandeln antingen helt avskaffats eller kraftigt reducerats.  
Efter att ha underminerat den inhemska slavhandeln och slaveriet i runt tjugo år hade de brittiska kolonialmyndigheterna på 1920-talet uppnått en tillräcklig hög nivå av säkerhet för att på allvar ingripa mot och genomdriva slaveriet på allvar. 
Frankrike avskaffade formellt slaveriet på all fransk mark 1848, men denna lag gällde endast franska medborgare och lämnade därför utrymme för inhemska slavägare att ignorera lagen med franska myndigheters goda minne. 
Fransmännen började tillämpa sina anti-slaveri-lagar i det mesta av Franska Västafrika 1903-1905 efter påtryckningar från franska abolitionister, varefter lagarna mot slavhandeln började tillämpas och slavar inte längre återlämnades till sina slavägare. 
I de franska besittningarna i Sahara-området, så som Mauretanien, fortsatte dock de franska myndigheterna sin passiva policy och ingrep inte mot slavhandeln på Sahara, som pågick den franska kolonialtiden ut.

#### Angola
Kustlandet blev på 1500-talet en del av Portugisiska Västafrika (1575–1975), som långsamt expanderade från kusten över inlandet, som inte var helt under portugisisk kontroll förrän under Kapplöpningen om Afrika vid sekelskiftet 1900. 
Angola etablerades tidigt en afro-portugisisk elitklass av godsägare och slavhandlare vid kustlandet, som både använde slavar själva och sålde dem. I kolonin användes slavar av den afro-portugisiska godsägarklassen. 
Kolonin kom att utgöra källan för en majoritet av de människor som transporterades från Afrika till Brasilien under den transatlantiska slavhandeln. Denna handel utgjorde numerärt den största i hela den transatlantiska slavhandeln under 1700- och 1800-talen. 
Den portugisiska slavhandeln förbjöds officiellt år 1836. I praktiken åtlyddes detta förbud dock inte i kolonin förrän på 1850-talet. 
1869 förklarades kolonins slavar för libertos, formellt frigivna men skyldiga att fortsätta arbeta utan lön under en övergångsperiod; 1878 genomfördes slutligen slaveriets avskaffande och de före detta slavarna släpptes fria i praktiken som pretos libres.

#### Elfenbenskusten
Området inkluderades i den franska kolonialimperiet som Franska Västafrika (1893-1960). Fransmännen förbjöd år 1905 formellt slaveriet i hela Franska Västafrika.

#### Ekvatorialafrika
I Franska Ekvatorialafrika tolererade fransmännen länge slaveriet, men ingrep slutligen 1908 mot den slavhandel som bedrevs av sultanen av 
Dar Kuti, och agerade 1911 mot hans slavräder och förklarade alla slavar i hans områden fria.

#### Etiopien
Slaveri i Etiopien noteras första gången 1495 f.Kr. och avskaffades slutligen år 1942. Källor nämner slavhandel med export av slavar från Kungariket Aksum (100-940). Slaveri spelade länge en viktig roll i Etiopien. Landet var en regional källa för och aktiv del av slavhandeln på Röda havet till Mellanöstern.  
Slavar kom traditionellt från Niloterna i södra Etiopien, och från Oromogruppen. Att ta krigsfångar som slavar var en traditionell metod. Många kristna amhara och tigraj tillfångatogs i slavräder av somaliska-muslimska slavhandlare, och såldes till Mellanöstern.  Religiösa lagar förbjöd kristna att ägna sig åt slavhandel, men muslimska etiopier tog en aktiv del i slavhandeln till Mellanöstern. 
Haile Selassie tvingades ta hänsyn till den internationella opinionen för avskaffandet av slaveriet när landet från 1930 sökte medlemskap i Nationernas förbund, som förbjöd slaveriet genom 1926 Slavery Convention och krävde att medlemsländer skulle anpassa sig till detta. 
Under den italienska ockupationen förbjöds slaveriet i Etiopien genom två lagar i oktober 1935 respektive april 1936, vilket ledde till att 420 000 slavar befriades från slaveriet. 1936 års rapport till Advisory Committee of Experts on Slavery beskrev den sista bekräftade slavräden Etiopien till Sudan. Därmed var slaveriet i praktiken avskaffat i Etiopien, men den italienska ockupationsmyndighetens lagar ansågs inte legitima av Etiopien. 
När Haile Selassie återtog makten efter att den italienska ockupationen upphört avskaffades slaveriet 26 augusti 1942, vilket räknas som det formella datumet för avskaffandet av slaveriet i Etiopien. De före detta slavarna anställdes sedan som okvalificerad arbetskraft hos sina före detta ägare. Etiopien ratificerade 1926 Slavery Convention år 1969.

#### Ghana
1874 förklarade britterna alla barn till slavar födda i Brittiska Guldkusten efter 1 januari 1875 födda fria, vilket inledde en långsam utfasning av slaveriet i enlighet med deras policy i Indien. 
De följde upp med att förbjuda skuldslaveri och förslavande genom pantsättning.
Britterna implementerade dock inte dessa lagar eftersom den inhemska ekonomi var beroende av slaveri och de före detta slavarna hade få möjligheter att få lönearbete: slavar blev inte informerade om lagen och ägande och försäljning av slavar tolererades i praktiken fram till att britterna började tillämpa lagen 1911.
1902 blev det olagligt att tvinga personer till arbete mot deras vilja, men slaveri förbjöds inte av brittisk rädsla för att det skulle ställa till oro förrän efter påtryckningar av missionärer 1908 - men även då tillämpades inte lagen förrän på 1920-talet.
När britterna erövrade Ashantiriket 1896 försäkrades hövdinga-aristokratin att de skulle få behålla sina slavar, men slaveri förbjöds inte formellt förrän 1908 och lagen tillämpades inte förrän på 1920-talet.

#### Kamerun
Tyska Kamerun förbjöd slavhandeln 1902 och förklarade alla slavar födda därefter fria; slavhandeln i norra Kamerun, som hämtade slavar genom slavräder, tolererades dock i praktiken den tyska kolonialtiden ut.
Under 1920-talet pågick fortfarande en småskalig slavhandel med flickor från Kamerun till Nigeria.

#### Kenya
Det senare Kenya var före kolonialtiden splittrade mellan flera kulturer och folkslag. I inlandet förekom slaveri i form av krigsfångar. 
Kenyas kustland blev en del av den arabiserade Swahilikulturen, där små sultanat växte fram och sultanatet Zanzibar tidigt etablerade sig. Kambafolket tillhörde de stammar i inlandet som sålde krigsfångar som slavar till de arabiska slavhandlarna vid kusterna.  
Slavar importerades även från sultanatet Zanzibar. 
År 1887 beräknas det ha funnits omkring 40 000 slavar mellan Gasi och Pate, som utgjorde 25 procent av befolkningen; de arbetade på plantagerna omkring Gasi, Mombasa, Takaungu, Malindi, Lamu och Pate, och sysselsattes även som bärare, hantverkare, palmvinstappare, sjömän, fiskare, pigor och konkubiner. 
Många slavar rymde och bosatte sig i maroonsamhällen längs kusterna, varav den tidigaste dokumenterade är Koromio på 1830-talet; dessa samhällen utsattes för attacker av slavägare, men tillfångatog och sålde även själva slavar.   
Förrymda slavar anställdes också som soldater av andra slavägare, och mellan 1860- och 1890-talen stred sultanerna av Gasi och Witu mot både sultanen av Zanzibar liksom mot brittiska Imperial British East Africa Company (IBEAC) med hjälp av sådana soldater.
Nuvarande Kenya hamnade under brittisk kontroll som Brittiska Östafrika (1895–1920), och britterna förbjöd slaveriet genom Abolition of the Legal Status of Slavery Ordinance 1907.

#### Komorerna
Huvudartikel: Slaveri på Komorerna
Komorerna var en del av den afrikansk-arabiska Swahilikustens blandkultur, och tidigt indelad i små sultanat som deltog i den arabiska handeln mellan Swaihilikusten och Madagaskar. Slaveri noteras ha funnits i Komorernas olika sultanat så långt tillbaka deras historia kan spåras, och importerades förmodligen dit via den arabiska slavhandeln på Indiska oceanen. 
Från 1500-talet blev Komorerna en hamn för europeiska fartyg, portugiser och holländare, som köpte livsmedel där på sin väg mellan Madagaskar och Indien, och Komorerna ökade sin matproduktion genom arbete från slavar de importerade bland annat från portugiser och Madagaskar.
Mellan 1785 och 1823 utsattes Komorerna för slavräder från slavhandlare av Sakalave-folket i nordvästra Madagaskar på initiativ av arabiska slavhandlare på Madagaskar, något som upphörde först när merinakungariket avslutade sakalaves självständighet 1823.
På 1820-talet var Komorerna så svårt härjade av de madagaskiska slavhandlarna att många byar och städer låg öde, men sedan dessa hade upphört, påbörjade öarna på 1830-talet en mycket lukrativ egen slavhandel, som fortsatte seklet ut och kom att bli en av öarnas huvudhandel. 
Öarna agerade mellanhand för handeln med slavar från Swaihilikusten till franska Réunion när slaveriet formellt förbjöds och ersattes med engagé-systemet (1848-1864), då slavarna skeppades via Komorerna och sedan till Réunion som kontraktsarbetare snarare än slavar. 
Komorerna köpte vanligen slavar av portugiserna i Moçambique eller av de arabiska slavhandlarna längs Swaihilikusten, så som Ouitangonha och Angoche eller Kilwa, som exporterade stora mängder framför allt makua-slavar till Komorerna.
Sedan slaveriet på franska Réunion avskaffats 1848 blev de slavar som importerades dit officiellt kallade fria kontraktsarbetare i engagé-systemet (1848-1864). Dessa "arbetare" köptes som slavar på Swaihilikusten och skeppades till Komorerna, där de fick bo ett år, och därefter såldes vidare av komoriska slavhandlare som officiellt fria engagé-arbetare till Réunion.  
En annan destination för slavarna var Madagaskar, dit Komorerna exporterade slavar så sent som 1868. Slutligen exporterade Komorerna liksom Zanzibar slavar till Oman på Arabiska halvön.   
Trots att britterna hade framtvingat avtal med Zanzibar som satte slavhandeln på Indiska oceanen under gradvis allt hårdare restriktioner 1822, 1839, 1845 och 1873, pågick fortfarande en stor illegal slavhandel på Indiska Oceanen, av både Zanzibar och andra aktörer som Komorerna, till Madagaskar, franska Réunion, men framför allt Oman på arabiska halvön. 
Slavskepp från Zanzibar och Komorerna använde sig ofta av franska dokument från Mayotte för att lura de brittiska antislavpatrullerna på Indiska oceanen.
Slaveriet växte till enorma proportioner på Komorerna under 1800-talet, trots att öarna inte hade plantager, som på Zanzibar: under 1860-talet bestod 40 procent av öns befolkning på cirka 65 000 personer av slavar. 
Slavarna levde i särskilda kvarter i stenstäderna och i jordbruksbyar på landsbygden. 
Manliga slavar lärdes upp till hantverkare för att bygga och underhålla öarnas stenstäder och arbeta inom jordbruk och livsmedelsproduktion, och kvinnliga slavar användes enligt islamisk sed som hushållsarbetare eller konkubiner.
Komorerna blev ett franskt protektorat 1841 men var - utom Mayotte - inte en fransk koloni och lydde inte under fransk lag, vilket innebär att slaveriet (återigen förutom på Mayotte) inte avskaffades när Frankrike förbjöd slaveriet 1848. Slaveriet på Komorerna förbjöds slutligen år 1904. 
Ännu sjuttio år senare fortsatte dock de före detta slavarna att leva, bo och arbeta på ungefär samma sätt som under slaveriet.

#### Kongo-Kinshasa
I Kongostaten befriade belgarna tusentals män, kvinnor och barn från swaihili-arabiska slavägare och slavhandlare i östra Kongo 1886-1892,  som de senare värvade i milisen Force Publique eller gav till lokala allierade hövdingar, som i sin tur gav dem till belgarna då dessa krävde tvångsarbetare till sina privata eller offentliga arbetsprojekt. 
När Kongostaten blev Belgiska Kongo, avskaffades slaveriet 1910, men fångar användes fortfarande som tvångsarbetare till både privata och offentliga arbeten.

#### Madagaskar
Madagaskar bosattes av människor sent, möjligen så sent som på 800-talet, men slaveri förekom från början. Under 1700-talet utvecklades en mer betydande slavhandel från Madagaskar till de franska öarna Réunion och Mauritius. År 1820 förbjöd kung Radama I av Imerina slavhandeln i ett avtal med britterna, men slavhandeln fortsatte illegalt samt från områden som inte tillhörde merinokungadömet Imerina. 1820 års lag förbjöd export, men inte import, och inte heller slaveriet som sådant. Kungariket Imerina förslavade många madagasker under deras erövring av resten av ön, och importerade även afrikanska slavar.
Slavar var en statusmarkör för överklassen, och slavkonkubiner var vanliga bland överklassens män och i kungahuset. Livengenskapen fanompoana, obetalt tvångsarbete för kronan, blev efter 1820 utbrett att fria medborgare knappt kunde få arbete och hamnade i fattigdom. Slavar kallades Andevo.
Slaveriet förbjöds på Madagaskar när Frankrike annekterade ön 1896. Fransmännen behöll dock en form av statligt tvångsarbete för fria medborgare, vilket gjorde att de forna slavarna stannade kvar hos sina förra ägare för att slippa delta i det statliga tvångsarbetet.

#### Mali
Mali deltog troligen redan under antiken i den karavanhandel över Sahara där den transsahariska slavhandeln ingick, och under medeltiden är det bekräftat att Maliriket (1235–1672) deltog i denna slavhandel till Medelhavsområdet och berikade sig på den. Den transsahariska slavhandeln tycks ha expanderat ännu mer under den instabila period som följde på Malirikets fall, då grupper som tuaregerna kunde utföra slavräder fritt.
Området inkluderades i den franska kolonialimperiet som Franska Sudan (1880-1960). Fransmännen förbjöd år 1905 formellt slaveriet i hela Franska Västafrika, inklusive Mali. 
I praktiken kunde det franska förbudet mot slaveri inte tillämpas, och slaveriet tolererades av fransmännen, som utåt uppgav att förbudet åtlyddes. 
När Mali blev självständigt 1960 gjorde den nya regeringen hårda ansträngningar för att avskaffa slaveriet i praktiken, men utan att lyckas. Trots att slaveri formellt är förbjudet i Mali förekommer slaveri fortfarande i praktiken under 2000-talet.

#### Mauretanien
Slaveriet i Mauretanien kan spåras tillbaka till åtminstone Almoraviderna (1040-1147), när muslimska araber och berber från norr erövrade området och förslavade den afrikanska urbefolkning som inte hann fly till Senegal. Slavarna arbetade som herdar, i jordbruket och som hushållsarbetare.
Slaveriet förbjöds för första gången av den franska kolonialmakten 1905, sedan Mauretanien blivit en fransk koloni. De franska kolonialmyndigheterna genomförde dock inte förbudet i praktiken. Slaveriet förbjöds en andra gång efter självständigheten i 1961 års konstitution, men förbudet genomfördes inte. Under 1960-talet såldes och köptes fortfarande slavar öppet på slavmarknaden.
Slaveriet förbjöds en tredje gång år 1981. Detta beslut uppmärksammades internationellt och Mauretanien kallades för det sista landet i världen som avskaffade slaveriet. Förbudet infördes dock mest för landets internationella ryktes skull: förbudet innehöll inga straffsatser för att ge tyngd åt förbudet, och slaveriet kunde därför i praktiken fortsätta. Efter internationellt tryck införde regeringen år 2007 slutligen lagar som gjorde det möjligt att åtala slavägare. År 2013 hade dock ännu endast en enda slavägare åtalats. Slaveriet uppges i praktiken fortsätta i Mauretanien, och endast vara förbjudet på papperet.

#### Mauritius
Mauritius blev en holländsk koloni 1598 och en fransk koloni 1715. Det var under den franska tiden slaveriet kom att spela en större roll på ön. Ön saknade inhemsk befolkning, och de franska kolonisterna var i behov av arbetskraft till en plantageekonomi grundad på odlingen av kaffe och socker.  
Av de 80 000 slavar som importerades till Mauritius och Réunion mellan 1769 och 1793 kom 45 % från slavhandlare från Sakalave-folket på nordvästra Madagaskar, som bland annat utförde slavräder mot Komorerna, och resten från arabiska slavhandlare från Madagaskar, som köpte slavar från Moçambique och sedan förde dem via Madagaskar till de franska öarna.  
När Madagaskar blev för instabilt och en opålitlig källa för slavhandeln, köpte de franska kolonierna istället sina slavar från Portugiserna i Moçambique, eller från arabiska slavhandlare.
När den franska revolutionsregeringen i Paris förbjöd slaveriet 1794 vägrade ön att åtlyda lagen; avskaffandet återkallades 1802. År 1810 blev Mauritius en brittisk koloni. Storbritannien hade avskaffat slavhandeln 1807, vilket innebar att slavhandeln till Mauritius avskaffades när brittisk lag började gälla där. Under 1800-talet importerades istället indiska kontraktsarbetare.
Slaveriet avskaffades i de brittiska kolonierna 1836.

#### Moçambique
Moçambiques kuster nåddes av den arabiserade Swahilikulturen. 
Stammarna i Moçambiques inland sålde slavar till de arabiska slavhandlarna vid kusterna, som exporterade dem till slavhandeln på Indiska oceanen. 
Kustlandet besöktes 1498 av portugiserna och blev en del av Portugisiska Östafrika (1505–1975), som långsamt expanderade från kusten över inlandet, och som slutligen omfattade hela landområdet 1918. 
Inlandet sålde slavar till portugiserna, som själva upprätthöll en egen långvarig slavhandel på Indiska Oceanen. Den portugisiska slavhandeln gynnades när fransmännen och britterna förbjöd slavhandeln, och expanderade kraftigt under 1800-talet. Portugiserna exporterade slavar till Brasilien, Kuba och de franska kolonierna i Indiska oceanen. 
Portugisiska Östafrika etablerade en godsägarkultur dominerad av afro-portugisiska godsägare, som använde slavar på sina egendomar. 
År 1847 förklarade Moçambiques guvernör alla som förslavats illegalt på kolonins gods för fria. 
14 december 1854 introducerades termen liberto, en frigiven slav med skyldigheten att fortsätta arbete för sin före detta ägare utan lön under en period före sin faktiska frigivning, och 1858 förklarades offentligt att slaveriet skulle komma att förbjudas inom tjugo år, vilket inledde en avvecklingsperiod.
Slaveriet förbjöds slutligen 1878. De förra slavarna blev dock ofta kontraktsarbetare som på grund av lagarna mot lösdriveri löpte risken att tvingas till tvångsarbete hos godsägarna, ett system som inte avskaffades förrän 1910.

#### Niger
Niger deltog troligen redan under antiken i den karavanhandel över Sahara där den transsahariska slavhandeln ingick, och under medeltiden är det bekräftat att Bornuriket (1380–1893) deltog i denna slavhandel till Medelhavsområdet, och berikade sig på den. 
Området inkluderades i den franska kolonialimperiet som Franska Niger vid sekelskiftet 1900. Fransmännen förbjöd år 1905 formellt slaveri i hela Franska Västafrika. 
I praktiken kunde det franska förbudet mot slaveri inte tillämpas, och slaveriet tolererades av fransmännen, som utåt uppgav att förbudet åtlyddes. 
Slaveri är formellt förbjudet i Niger men tillämpas ännu under 2000-talet.

#### Nigeria
Det område som skulle bli Nigeria var historiskt sett splittrat både etniskt, politiskt och religiöst: Nigeria enades inte förrän Norra Nigeriaprotektoratet (1900–1914) och Södra Nigeriaprotektoratet (1900–1914) förenades av britterna till Kolonin och protektoratet Nigeria (1914–1960). Dess förhållande till slaveri var därför också splittrat, något som var typiskt för Afrika. Slaveri förekom både i muslimska Nordnigeria och yourubakulturens Sydnigeria, och spelade en stor roll inom båda kulturer. 
Det norra muslimska Nigera dominerades före kolonialtiden av Sokotokalifatet, som 1903 inlemmades i det brittiska Norra Nigeriaprotektoratet (1900–1914). 
I Sokotokalifatet följde slaveriet den karaktär som var vanlig i den muslimska världen. Icke-muslimer ansågs vara legitima att förslava av religiösa skäl, och kalifatet tillfångatog slavar från omkringliggande icke-muslimska folk. 
Mellan 1-2,5 miljoner icke-muslimer uppskattas till exempel ha tagits som slavar av det muslimska Sokotokalifatet under fulanikriget 1804-1808. 
År 1900 uppskattades kalifatet ha "åtminstone en miljon och kanske så mycket som 2.5 miljoner slavar", en av de största slavantalet i världen, och en blomstrande slavhandeln där tusentals slavar gavs som tributer till sultanen av Sokoto och hans emirer.
Den brittiska high commissioner Lugard avskaffade formellt slaveriet utan kompensation och förklarade formellt alla barn födda till slavar efter 31 mars 1901 fria; existerande slavar gavs dock ingen hjälp och de som lämnade sina ägare överlämnades ofta till sharia-domstolar som återlämnade dem till deras muslimska ägare.  
På 1920-talet hade den storskaliga slavhandeln med karavaner avskaffats, men småskalig slavhandel via smuggling förekommer fortfarande, som smugglingen av Adamawa-flickor från Kamerun, där de lärde hausa-språket under ett år innan de smugglades till Kano i Nigeria, där de såldes som pigor eller konkubiner.
Södra Nigeria dominerades av yorubafolket präglades av yourubareligionen och sedan kristendomen, och inlemmades först i Lagoskolonin (1862–1906) och sedan i Södra Nigeriaprotektoratet (1900–1914). 
I yorubakulturen sågs slavar som ett tecken på status och arbetade för samhällets elit, ofta i jordbruket eller som tjänare. Slavar togs typiskt sett som krigsfångar under militära kampanjer, krig eller inbördes stamstrider. 
Yourubaeliten medverkade i den transatlantiska slavhandeln med européerna och tillfångatog och sålde slavar till slavforten i utbyte mot bland annat vapen, som användes för att föra krig mot grannfolk och tillfångata ännu mer slavar genom krigsfångar.
Den transatlantiska slavhandeln upphörde stegvis under första hälften av 1800-talet. Britterna motarbetade yorubas inre slaveri och slavhandel sedan området hamnade under brittisk kontroll som Lagoskolonin 1862. Britterna avskaffade slaveriet i Yorubaland 1893.
I 1936 års rapport till Advisory Committee of Experts on Slavery medgav fransmän och britter att de pågick en slavhandel i liten skala mellan Nigeria och Kamerun, främst av barn sålda av fattiga föräldrar, i områdena Cross River, Wadai, Kanem och Tibesti, medan fransmännen medgav att slavar transporterades från Mandara till Kamerun; 1937 medgav både britter och fransmän att slavhandeln fortfarande förekom men att de kraftigt hade reducerat den.
I 1936 års rapport till Advisory Committee of Experts on Slavery meddelade fransmän, britter och italienare att de alla övervakade vattenkällorna längs karavanvägarna i Sahara för att motarbeta Transsahariska slavhandeln från Nigeria.

#### Réunion
Réunion saknade inhemsk befolkning, och de franska kolonisterna var i behov av arbetskraft till en plantageekonomi grundad på odlingen av kaffe och socker.  
Av de 80 000 slavar som importerades till Mauritius och Reunion mellan 1769 och 1793 kom 45 % från slavhandlare från Sakalave-folket på nordvästra Madagaskar, som bland annat utförde slavräder mot Komorerna, och resten från arabiska slavhandlare från Madagaskar, som köpte slavar från Moçambique och sedan förde dem via Madagaskar till de franska öarna.
När Madagaskar blev för instabilt och en opålitlig källa för slavhandeln, köpte de franska kolonierna istället sina slavar från Portugiserna i Moçambique, eller från arabiska slavhandlare. 
När den franska revolutionsregeringen i Paris förbjöd slaveriet 1794 vägrade ön att åtlyda lagen; avskaffandet återkallades 1802. Ön ockuperades av britterna 1810-1814 men återgick till Frankrike efter Napoleonkrigen och fortsatte sin slavhandel trots internationell press: under 1820-talet importerades 2 000 slavar i månaden, ofta från Moçambique och Swaihilikusten. 
År 1848 förbjöds slutligen slaveriet i Frankrike och därmed även på Réunion. Franska agenter från Réunion köpte dock fortfarande slavar från portugiserna i Moçambique och araberna på Swaihilikusten, Kilwa och Zanzibar, ofta via Komorerna. 
För att undvika British Anti-Slavery Patrol kallades slavarna dock nu istället för engages istället för slavar, en form av kontraktsarbetssystem som gällde 1848-1864.

#### Seychellerna
Seychellerna annekterades av Frankrike 1756 och befolkades 1770 av franska plantageägare och deras slavar från den franska kolonin Mauritius. 
Seychellerna spelade en viss roll i slavhandeln redan från början. Slavhandlare från Madagaskar hämtade slavar från Swahilikusten och Moçambique och deras slavskepp hämtade sedan vatten och livsmedel på Seychellerna innan de fortsatte till Mauritius, Réunion och Indien med sin last av slavar.
När den franska revolutionsregeringen i Paris förbjöd slaveriet 1794 vägrade ön att åtlyda lagen; avskaffandet återkallades 1802. 
Britterna ockuperade ön under Napoleonkrigen i april 1811. Ön blev officiellt en brittisk koloni 1815. Storbritannien förbjöd slavhandeln 1807, vilket gällde även på Seychellerna när ön föll under brittisk lag. Slavhandeln fortsatte dock illegalt även under brittiskt styre: slavskepp från Östafrika anlände till Seychellerna i hemlighet och fortsatte därifrån till Mauritius under förespegling att de inte var slavhandlare som transporterade "nya slavar", dvs nyligen tillfångatagna fria människor, vilket var förbjudet, utan snarare var slavägare som transporterade sina slavar, det vill säga personer som var födda slavar, vilket britterna inte betraktade som slavhandel.
Storbritannien förbjöd slutligen slaveriet 1835, med villkor att de före detta slavarna fortsatte arbeta för sina före detta ägare till 1841. Vid tiden för förbudet fanns det 6521 slavar på Seychellerna, av vilka 3924 var från Moçambique, 2231 "kreoler" (dvs födda på Seychellerna eller Mauritius), 282 från Madagaskar, 28 Indien, 3 malajer och 43 av okänt ursprung.

#### Sierra Leone
Freetown grundades som slavfri koloni i Sierra Leone 1787 och blev en brittisk koloni 1808, men Sierra Leones inland blev ett brittiskt protektorat först år 1896. 
Britterna utlovade frihet till de slavar som rymde från sina ägare, men övergav snart denna policy för att inte orsaka oro, och förbjöd istället slavar från att lämna inlandets hövdingadömen. De slavar som lyckades fly till Freetown uppnådde fortfarande frihet, men endast om de lyckades skaffa sig anställning inom tre veckor; de brittiska district commissioners courts brukade rutinmässigt förbjuda slavägare från att sälja sina slavar och ge slavarna rätten att köpa sig fria, men britterna undvek länge att lägga sig i slaveriet och brukade återlämna förrymda slavar till deras ägare, och slavars barn föddes fortfarande som slavar.
På 1920-talet hade britterna skaffat sig tillräcklig kontroll för att tro sig kunna avskaffa slaveriet, och slaveriet i Sierra Leone förbjöds slutligen år 1928.

#### Somalia
Se även: slaveri i Somalia
Italienarna, som fick kontroll över Somalia 1893, erkände inte slaveriet som lagligt, men italienarna återlämnade ofta flyende slavar till deras ägare om ägarna tillhörde klaner allierade med italienarna. Efter påtryckningar från humanister förbjöd italienarna officiellt slavhandeln i Somalia 1903-1904 och förklarade att alla slavar födda efter 1890 var fria.
Sedan italienska staten tog direkt kontroll över Somalia 1906 befriade de slavar i urbana områden genom att betala kompensation till deras ägare, men hade inga planer att befria slavar på landsbygden för att undvika instabilitet, och försökte utan framgång förhindra utvecklingen när slavarna på landsbygden till följd av rykten om avskaffandet av slaveriet lämnade sina ägare och bildade sina egna byar eller bosatte sig som klienter hos klaner.

#### Sydafrika

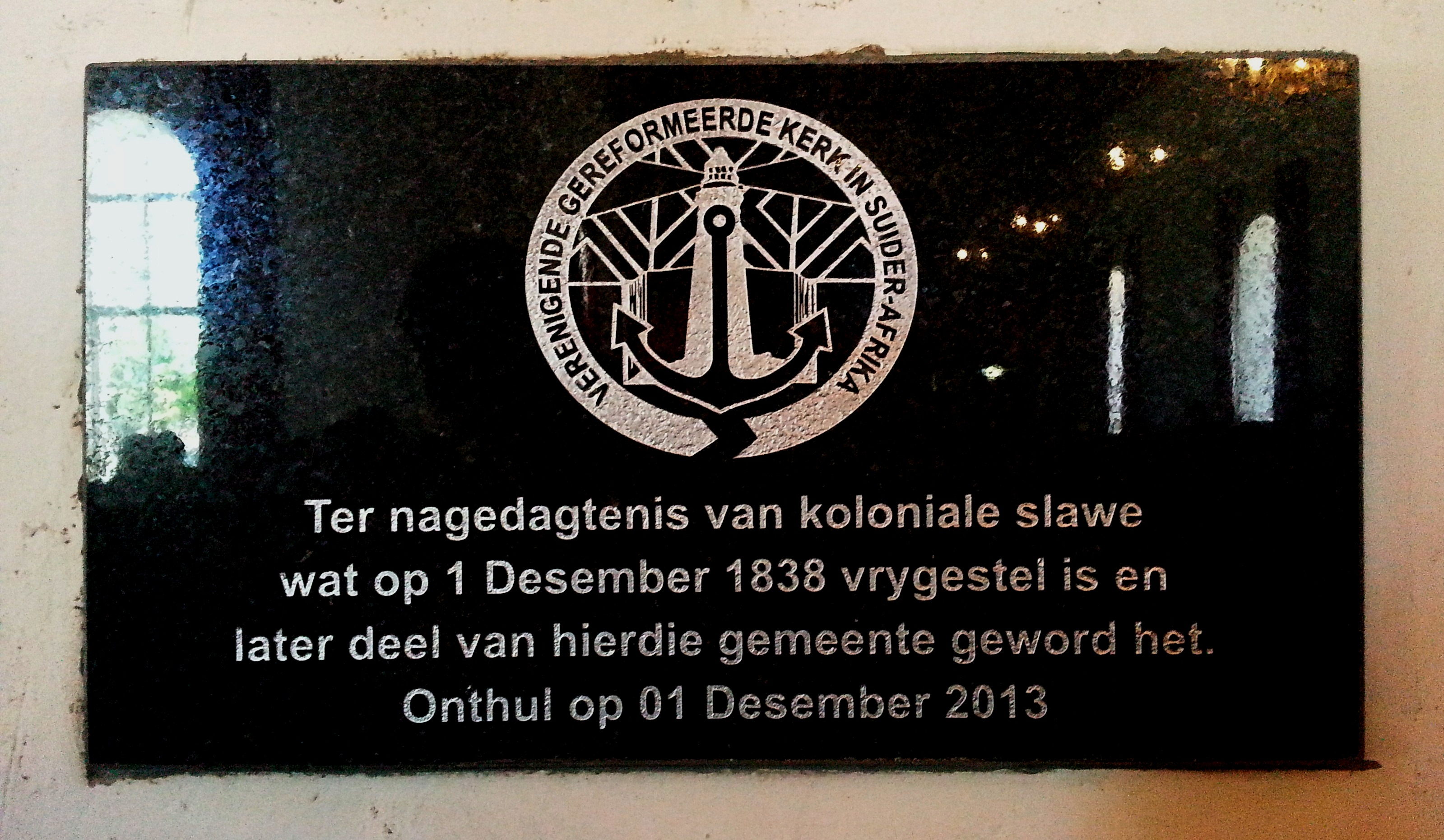
Plaque commemorating 175th Anniversary of emancipation, Saron Mission Church, Saron, Western Cape Province.

Nederländska Kapkolonin (1652-1814) använde slavarbetskraft redan året efter dess grundande. Sedan kolonins grundare Jan van Riebeeck misslyckats med att anställa de lokala innevånarna, inleddes importen av slavar från Mauritius och Madagaskar 1653,  och år 1658 importerades 250 slavar från portugisiska Angola och 228 från Slavkusten vid Guinea. Two months later, a further 228 slaves arrived from Guinea.
Importen av slavar ökade allteftersom fler kolonister flyttade till Sydafrika när Nederländska ostindiska kompaniet började dela ut land i kolonin efter 1685. Ursprungsbefolkningen Khoikhoi tvingades ofta arbeta för kolonisterna allteftersom de förlorade sin egen mark, men kolonisterna utökade också sin arbetskraft men faktiska slavar. Sydafrika importerade främst sina slavar från Indiska Oceanen: Portugisiska Östafrika (Moçambique), Madagaskar, Nederländska Ceylon och Nederländska Indien (nederländska besittningar i Indien). Slavarna kunde vara av afrikanskt, madagaskiskt, lankesiskt, malajiskt eller indiskt ursprung. 
Britterna ockuperade den nederländska kolonin 1795-1806 och en andra gång 1806-1814 tills den slutligen officiellt blev den brittiska Kapkolonin (1795-1910). Britterna förbjöd slavhandeln genom Slave Trade Act 1807, något som även infördes i brittiska kolonier, och som förbjöd all import av slavar till Sydafrika 1808. Slaveriet som sådant förbjöds inte, men de brittiska kolonister som anlände från och med 1820 Settlers tilläts inte att äga slavar.
Det uppgavs finnas 38,427 slavar i Kapkolonin år 1833, vilket placerade antalet långt efter Jamaica, Barbados och Mauritius. Året efter införandet av Slavery Abolition Act 1833 avskaffades slaveriet i det brittiska imperiet 1 augusti 1834. De före detta slavarna bands dock till sina förra ägare genom ett lärlingssystem i två stadier: det första stadiet avslutades 1 augusti 1838 och det andra 1 augusti 1840, varefter alla slavar i Sydafrika formellt var fria. Åtminstone fram till 1880-talet återstod dock en form av livegenskap kallad inboekstelsel, ett system genom vilket boer-nybyggare kidnappade afrikanska barn och tvingade dem att arbeta gratis som "lärlingar" fram till att de blev vuxna, något som inte var slaveri i lagens mening men som i praktiken var likartat.

#### Tanzania
Tanzanias kustland blev en del av den arabiserade Swahilikulturen på 700-talet och utvecklade då islamiska sultanat, där sultanatet Kilwa tillhörde de mest betydande. De arabiska sultanaten vid kustlandet deltog i Slavhandeln på Indiska oceanen och köpte slavar av afrikanska stammar i inlandet för att exportera dem till Mellanöstern. 
Från 1700-talet behärskades kustlandet av det omanska sultanatet Zanzibar. Sultanatet etablerade handelsleder så långt in i Tanzania som till Victoriasjön tvärs över landet, för att förse slavhandeln på Indiska oceanen med slavar att importera till Arabiska halvön. 
Nyamwezifolket söder om Victoriasjön var kända för att hålla slavar (basese), antingen krigsfångar eller fattiga människor som sålde sig själva i slaveri, och var en av de stammar i inlandet som levererade slavar till araberna vid kusten. 
Chaggafolket vid Kilimanjaro förslavade även de krigsfångar som de antingen behöll eller sålde till arabiska slavhandlare.
Tanzania bestod av kolonin Tyska Östafrika (1885–1919) och det brittiska proktetoratet Tanganyikaterritoriet (1919–1961). 
Liksom andra kolonialmakter berättigade de delvis sin erövring med nödvändigheten att sprida civilisation, där avskaffande av slaveriet ingick. 
Tyskarna gav alla hushållsslavar rätten att köpa sig fria 1901, och förklarade 1907 att alla slavar som var födda efter 1906 skulle vara fria. 
Förslavande (att ta fria personer som slavar) och kommersiell slavhandel förbjöds 1901, men försäljning i liten skala mellan privatpersoner tolererades, och 1911-1914 såldes tusentals slavar, de flesta kvinnor.  
Många slavar lämnade sina ägare under denna tid eftersom tyskarna inte förhindrade dem. 1914 övervägde tyskarna att förbjuda slaveri, men bedömde att kompensation till slavägare skulle kosta för mycket.
Britterna förklarade slutligen slaveriet avskaffat 1922. 

#### Tchad
Niger deltog troligen redan under antiken i den karavanhandel över Sahara där den transsahariska slavhandeln ingick, och under 1890-talet hamnade fransmännen i konflikt med arabiska slavhandlare från Sudan som utförde slavräder in över området. 
Området inkluderades i den franska kolonialimperiet som Franska Tchad år 1900. Fransmännen förbjöd formellt slaveriet. I praktiken kunde det franska förbudet mot slaveri inte tillämpas, och slaveriet tolererades av fransmännen, som utåt uppgav att förbudet åtlyddes. Ännu under 1920-talet rapporterades slavräder och slavhandel förekomma i området. 
Slaveri är formellt förbjudet i Tchad, men tillämpas i praktiken ännu under 2000-talet. 

#### Zanzibar
Huvudartikel: Slaveri i Zanzibar
Sultanatet Zanzibar har delvis sin historia om slavhandel gemensam med Oman, då Oman och Zanzibar var förenade i personalunion 1698-1856. Det var via Zanzibar afrikanska slavar från Swahilikusten importerades till Oman och därifrån exporterades vidare till arabiska halvön och resten av Mellanöstern. Denna handel fortsatte även sedan riket delades i sultanatet Zanzibar (1856-1964) och Muskat och Oman (1856-1970). 
Det inhemska slaveriet på Zanzibar utökades kraftigt när Zanzibararkipelagen införde plantageodling av kryddnejlikor och kokosnötter 1828. Detta innebar att slavarna från Östafrika inte längre enbart gick till Zanzibars slavhandel, utan även importerades i stora mängder till Zanzibars inhemska slavmarknad, där de stannade kvar: under 1850-talet utgjorde befolkningen på Zanzibar till två tredjedelar av slavar. 
Storbritannien utsattes för en stark brittisk opinion att förhindra slavhandeln från Zanzibar, och britterna tvingade igenom en rad avtal med sultanen av Zanzibar under 1822 och 1897 för att gradvis minska och till slut avskaffa både slavhandeln och slaveriet. 
År 1873 förbjöds importen av slavar från fastlandet till Zanzibar. Det innebar att brittiska flottan började patrullera sundet mellan fastlandet och öarna, men en stor illegal smuggling av slavar fortgick trots förbudet. 
År 1890 infördes kraftiga restriktioner som förbjöd köpande och säljande av befintliga slavar. 1897 förbjöds slaveriet delvis, då alla slavar utom haremskonkubinerna frigavs. Konkubinerna frigavs slutligen 1909.

### Amerika

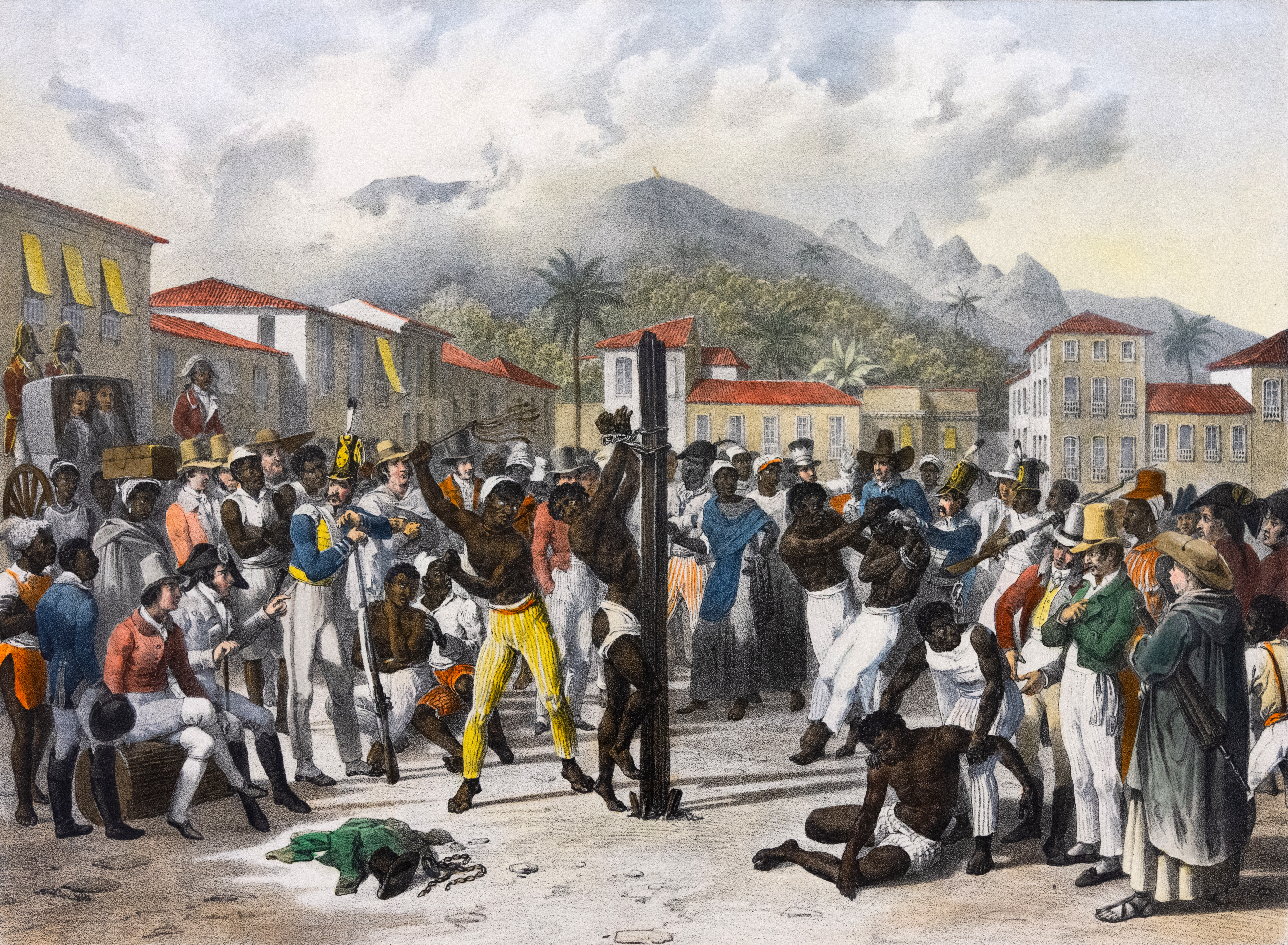
Brasilien, Moritz Rugendas, 1827

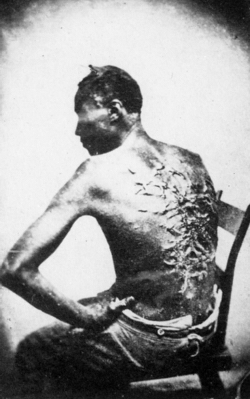
Exempel på behandlingen av slavar i USA: ryggen är mycket ärrad av pisksnärtar

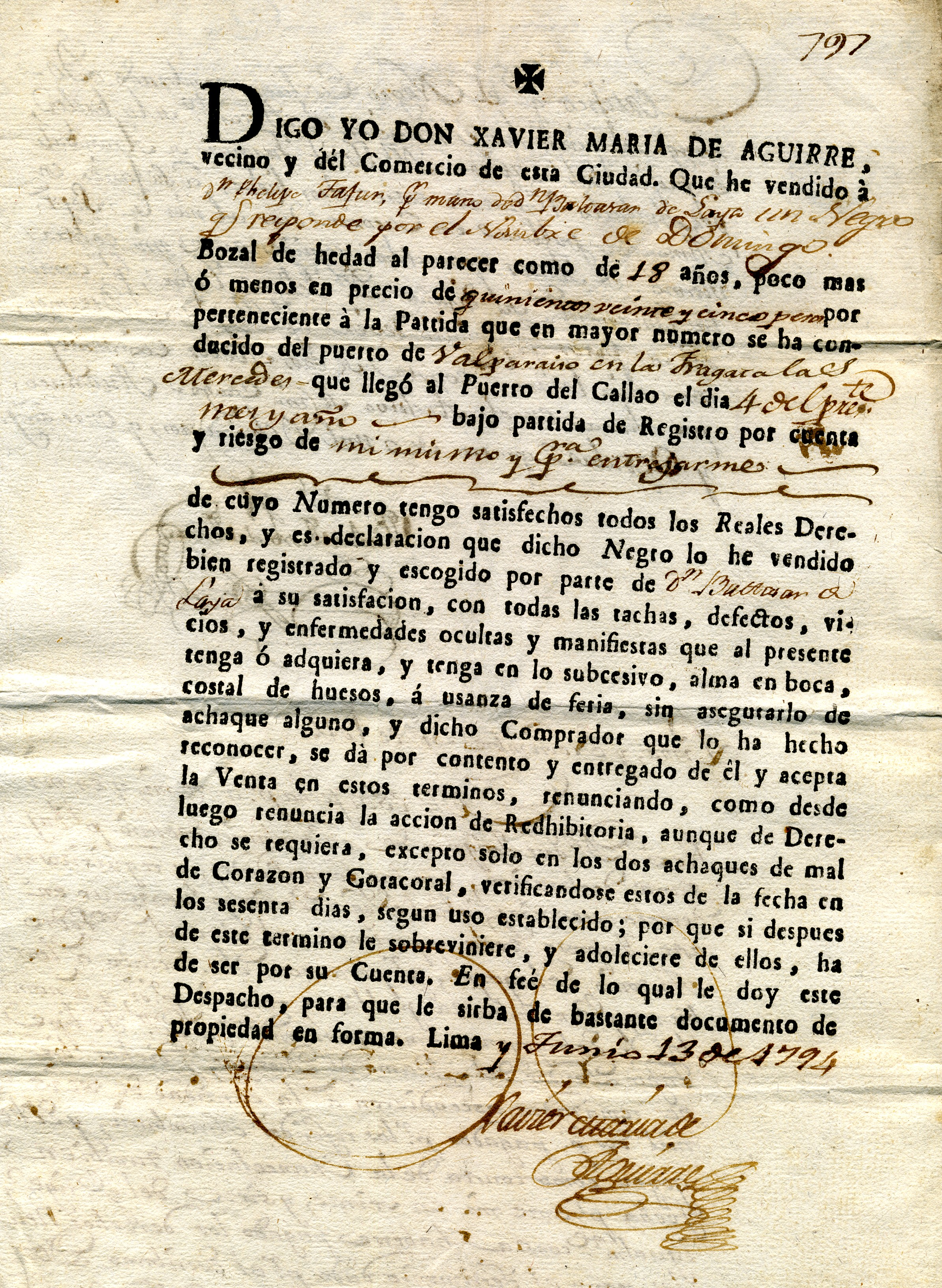
Slavkontrakt Lima/Peru 13 okt. 1794

#### Aztekerna
I aztekerriket nyttjades ett omfattande slaveri. Slaveriet hos aztekerna var personligt, inte ärftligt. Individer kunde sälja sig själva som slavar. Slavar som misskötte sig bestraffades genom att sättas i en speciell halskrage av trä. De aztekiska människooffren utgjordes vanligen av slavar. Vid ett tillfälle år 1487 offrades 84 000 människor för att inviga ett tempel.

#### Maya
Även inom Mayariket användes slavar som byggnadsarbetare och som människooffer. Åtskilliga nordamerikanska indianstammar höll slavar, handlade med slavar och tog slavar från utomstående stammar. Det inkluderar Pawnee, Comancherna, Yurok och Haida-stammarna.

#### USA
Slavar importerades till USA från bland annat Togo, Ghana, Nigeria och Benin. Import av slavar förbjöds 1808 i USA, medan slaveriet avskaffades först 1865.

#### Den transatlantiska slavhandeln
När portugiserna började resa och sedan handla med lokala härskare efter Afrikas västkust återupptäcktes det slaveri som sedan lång tid fanns i Afrika. Portugiserna köpte slavarna av afrikanska slavhandlare. Slavarna sattes i arbete i de nya kolonierna, framförallt i sockerplantager. Handelsmönstret mellan Europa, Afrika och Amerika brukar benämnas triangelhandeln. Fram till slaveriets avskaffande vid 1800-talets mitt kunde människor köpas och säljas över stora delar av världen.
Sammanlagt beräknas runt 12 miljoner slavar ha förts över Atlanten mellan 1525 och 1867. Cirka 88 % av slavarna överlevde resan över havet. Enligt ett amerikanskt forskningsprojekt som kartlagt transporterna mellan 1501 och 1866 beräknas de främsta slavtransportörländerna vara Portugal / Brasilien (5,9 miljoner slavar), Storbritannien (3,3 miljoner), Frankrike (1,4 miljoner), Nederländerna (0,6 miljoner), Spanien / Uruguay (1 miljon) och USA (0,3 miljoner). Slavarna fördes framför allt till Karibien och Sydamerika, endast en mindre del hamnade i USA. Den andel atlantiska slavar som fördes till USA har beräknats till cirka 4 procent. Eftersom så mycket av slavhandeln sköttes privat och illegalt har forskare haft svårigheter att fastställa hur många slavar som fraktats och exakt vilka länder som stod bakom enskilda transporter. Olika forskare uppskattar att totalt mellan 12 och 20 miljoner slavar omfattades av den transatlantiska slavhandeln.[källa behövs]
Enligt beräkningar utförda i USA förekom det cirka 43 600 slavtransporter medan triangelhandeln pågick och av dessa har landstillhörighet kunnat fastställas i 73 procent av fallen.

##### Svensk delaktighet i transatlantisk slavhandel
Svensk slavhandel förbjöds i Skara stadga 28 januari 1335 men återupptogs när Sverige skaffade sig handelsstationen i Ghana (Cabo Corso) åren 1650–1663, samt sedan återigen när kolonin Saint-Barthélemy i Karibien införskaffades år 1784, och tecknade avtal om slavhandel med England och Nederländerna.
Kung Gustav III gav Västindiska kompaniet rättighet att köpa slavar i Västafrika och använda ön Saint-Barthélemy som tullfri hamn för vidare export. Dessa slavar fraktades med skepp med hissad svensk örlogsflagg till sina mål som del i triangelhandeln, och tusentals slavar förvarades periodvis i särskilda slavbodar på Saint-Barthélemy i väntan på export. Slaveriet reglerades på Saint-Barthélemy av en lagstiftning som ursprungligen skrevs på franska sedan på engelska.
Den svenska andelen av de transatlantiska slavtransporterna var obetydligt liten, med mellan 10 och 50 transporter identifierade som genomförda av svenskregistrerade skepp, beroende på källa och definition, det vill säga mellan 0,02 % och 0,1 % av de transatlantiska slavtransporterna. Sverige spelade dock en viktig indirekt roll som en stor exportör av järn som sedan kan ha använts för tillverkning av bojor och kedjor vilka användes under transporterna.
Svensk slavhandel började förbjudas 1813, de sista svenska slavarna friköptes 1847, och Saint-Barthélemy såldes 1878 till Frankrike.

### Asien

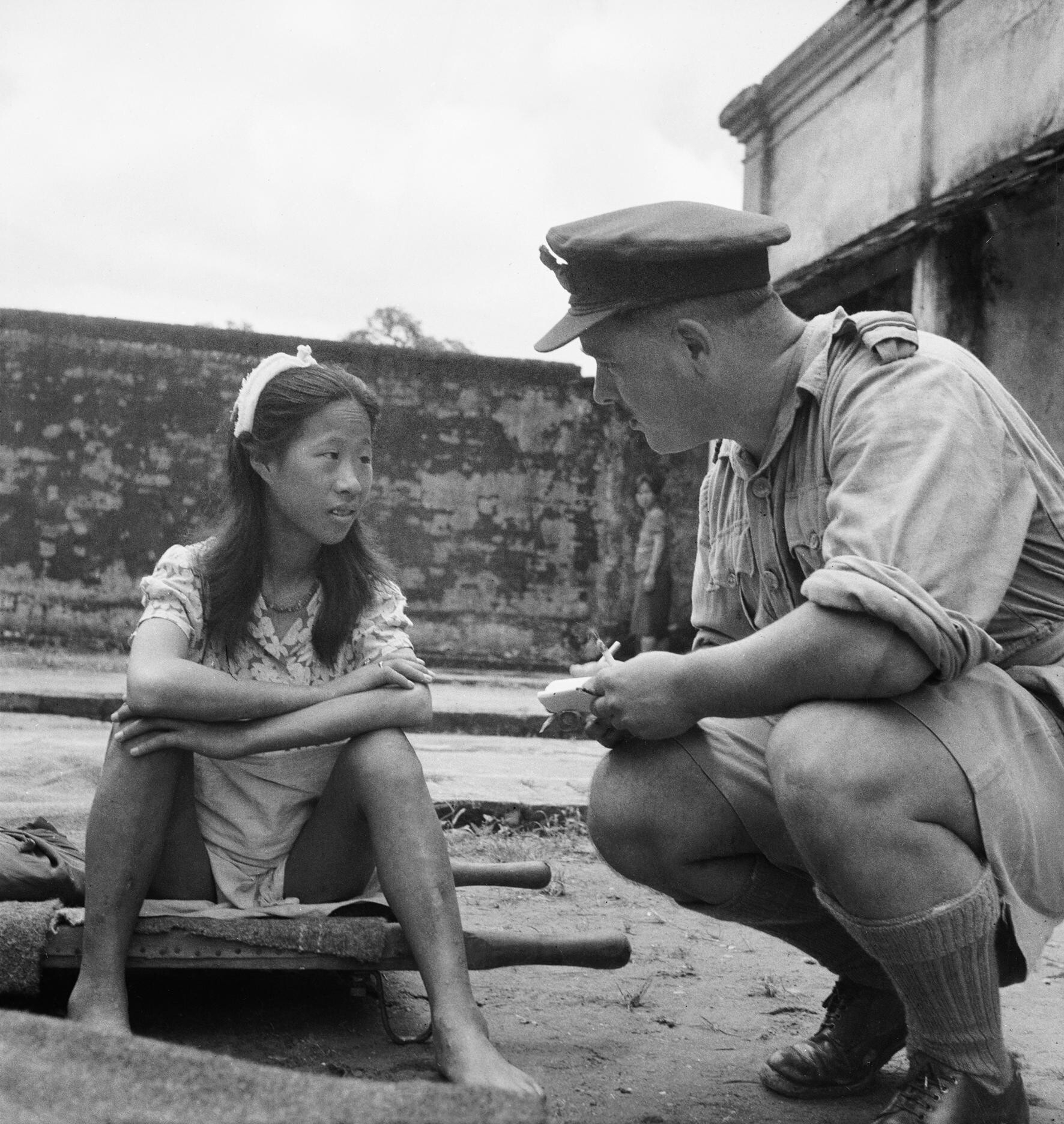
En ung kinesisk kvinna från en av den japanska arméns "bekvämlighetsbataljoner" (sexuella slavar) intervjuas av en allierad officer. Bild från Rangoon i Burma den 8 augusti 1945.

Slaveri finns dokumenterat från alla delar av Asien: från Kaukasus i väster till Korea i nordost och till Kambodja i Söder.

#### Brunei
Huvudartikel: Slaveri i Brunei
Under 1500-talet blev Brunei, dess elit och kustland, muslimskt, medan inlandets stammar behöll sin gamla religion. Brunei utsattes för allt starkare brittiskt inflytande från 1840-talet och framåt, och 1888 blev Brunei ett brittiskt protektorat, med brittisk resident från 1906. 
Enligt islamisk lag var icke-muslimer legitima att förslava. Enligt en engelsk rapport från 1800-talet kom slavar till Brunei från huvudsakligen tre källor: från försäljning av pirater från Sulu eller köpmän; från krigföring och slavräder; och en form av mäsnklig tributbeskattning från de icke-muslimska stambyarna.
En av användningsområdena för slavar i Brunei var sultanens harem. En brittisk resenär beskrev sultanens harem som det var på 1850-talet som en institution där kvinnorna isolerades så mycket från omvärlden att sultanen till och med utförde reparationsarbeten på byggnaden själv för att han inte ville släppa in hantverkare i byggnaden.
När jordreformen Land Code 1909 förklarade allt land som tidigare var stamland för statlig jord, och olja upptäcktes av British Malayan Ptroleum Company (BMPC) 1929, samtidigt som kungahuset och adeln avstod från sin beskattningsrätt, möjliggjordes europeiska investeringar i gummiplantager och olja, där européer anställde fria arbetare, och slaveriet underminerades. 
Slaveriet i Brunei avskaffades formellt 1928, samma år som i Sarawak och Brittiska Nordborneo, jämsides med utvecklingen av oljeindustrin och gummiodlingen.

#### Burma
Britterna ingrep mot slaveriet i Burma sedan de fått kontroll över landet efter 1887. År 1910 var slavhandeln utplånad av britterna i hela Burma utom i mer avlägsna delar av landet. 
Den brittiska kolonialregeringen förbjöd slutligen slaveriet i Brittiska Burma 1926. 
Britterna utbetalade också ekonomisk kompensation till slavägare. 

#### Centralasien
Centralasien var redan under forntiden ett centrum för handeln mellan Europa, Mellanöstern och Östasien. Slavhandel pågick längs sidenvägen mellan Kina och Medelhavsvärlden redan under antiken.
Under medeltiden fortsatte slavhandeln via de islamiska khanaten i Centralasien. Bland de mest betydande slavhandelscentra fanns khanaten Buchara, Samarkand och Chiva. Under medeltiden handlade khanaten med saqaliba (européer, främst ryssar) och med indier och perser, som i båda fallen exporterades främst till Mellanöstern och Östasien.
Slavhandeln i Centralasien fortsatte till in på 1800-talet, och upphörde först genom Tsarrysslands erövring av Centralasien under 1850- och 70-talen.

#### Indien
Huruvida slaveri existerade i det antika Indien är föremål för debatt, därför att det hänger på huruvida gamla ålderdomliga ord som dasa och dasyu bör tolkas som en benämning på slavar, tjänare, livegna eller annat.
Klart och tydligt definierat slaveri i Indien finns belagt efter med den muslimska invasionen av under 700- och 800-talen. Umayyaderna under Muhammad-bin-Qasim tog tiotusentals slavar på 700-talet. Enligt muslimsk lag var muslimer förbjudna att hålla andra muslimer som slavar men tillåtna att förslava icke muslimer, en regel som kodifierades i Fatawa 'Alamgiri under mogulriket på 1600-talet, men som tillämpades i Indien från 700-talet och som ledde till en omfattande handel med hinduiska indier både inom Indien och internationellt. Indiska slavar tillfångatogs som krigsfångar och såldes till både Mellanöstern, Centralasien och Kina. Även afrikanska slavar fördes till Indien av arabiska slavhandlare; det indiska Siddifolket är ättlingar till dessa slavar. Handeln med icke muslimska indier fortsatte till in på 1800-talet.
I de europeiska besittningarna i Indien förekom slaveri och slavhandel till långt in på 1800-talet. I synnerhet holländarna handlade med indiska slavar så långt bort som till Västindien, Sydafrika och Ostindien, och även i Portugisiska Indien och Franska Indien förekom slavhandel fram till 1876 respektive 1848. Britterna begränsade slavhandeln i sina besittningar från 1774 och förbjöd initialt att någon som inte var född till slav gjordes till slav, och från 1811 all slavhandel i sina besittningar i Indien.
År 1841 uppskattades antalet slavar i Indien till mellan åtta och nio miljoner. Slaveriet i Indien avskaffades på papperet av britterna år 1843 genom Indian Slavery Act of 1843, och i praktiken genom Indian Penal Code of 1861, där slavhandel officiellt kriminaliserades. Slaveriet ersattes därefter med systemet med kontraktstjänare, som fortsatte till in på 1900-talet.

#### Indonesien
Indonesien var splittrat fram till att det enades under Nederländska Ostindien från 1600-talet. 
Härskarna i de indonesiska staterna använde slavar för att bruka den jord de redan hade, vilket var vanligt i Ostindien där det inte rådde brist på jord utan snarare människor och jordbruksarbetare behövdes för att odla redan befintlig jord, och slavar nämns i tempel och palats under medeltiden. 
Det uppges att vanliga medborgare ofta ägde slavar, och att rika köpmän kunde äga hundratals. 
På Melaka under 1400-talet nämns förslavade grovarbetare och konkubiner, och skuldslaveriet omnämns.
Islams ankomst förändrade slaveriets karaktär, som organiserades efter islams förhållningsregler. Islam förbjöd förslavandet av muslimer, och icke muslimska områden och människor blev därefter automatiskt de främsta målen för slavhandeln och slavjakt, där pirater från Suluöarna kom att etablera sig som de kanske främsta slavhandlarna i Ostindien. 
Holländarna etablerade jordbruk på sin koloni Java, och då det var svårt att få fria inhemska arbetare på de holländska kryddöarna använde de holländska kolonisterna stora mängder slavar som jordbruksarbetare, vilket gjorde holländska Batavia till en av Ostindiens största slavmarknader. 
Holländarna förbjöd slavhandeln 1818 och slaveriet i sig år 1863, men det är känt att slavhandel pågick på vissa håll i Ostindien till 1910.

#### Japan
Genom nästan hela Japans historia har slaveriet i öriket omfattat inhemska japaner. Slavhandel var ovanligt på grund av Japans isolering. Export av slavar från Japan till Kina finns noterat från 200-talet. Under 700-talet utfärdades de första lagarna som dokumenterar och beskriver slaveri i Japan, och slavklassen kallades då nuhi.
Slaveri var fortfarande lagligt i Japan under Sengoku-perioden (1467–1615), när lagen tillät att familjemedlemmar till avrättade kriminella gjordes till slavar. Koreanska krigsfångar från kriget på 1590-talet förslavades i Japan. I allmänhet hade slaveriet under denna tid dock blivit begränsat, och slaveriet som sådant ansågs tillhöra en förgången tid.
I slutet av 1800-talet och i början av 1900-talet förekom ett system med människohandel av kvinnor för prostitution benämnd Karayuki-san. Där såldes kvinnor under mer eller mindre ofria förhållanden till prostitution runtom i Östasien och så långt bort som till Indien och San Francisco i Kalifornien, för att arbeta inom sexbranschen. Under andra världskriget använde den japanska militären slavarbetskraft i stor omfattning, särskilt i Korea, på Java och i själva Japan; man ägnade sig också åt sexslaveri i form av så kallade comfort women.

#### Laos
Personer kunde bli slavar genom skuldslaveri, genom att tillfångatas som krigsfångar, och genom slavräder; ett området i södra Laos var känt för att tjäna som en källa för slavräder från både Laos, Thailand/Siam, Vietnam och Kambodja, och dess offer blev ofta tatuerade i ansiktet för att inte kunna fly.
Skuldslavar kunde köpa sig fria, medan de övriga ärvde sin slavstatus. Slavar ägdes ofta av staten, det vill säga kungahuset, och levde i särskilda slavbyar för att kunna arbeta för armén och kungens egendomar.
Laos blev en fransk koloni 1893, och slaveriet avskaffades av fransmännen 1898, även om en del slavar fortfarande hölls i slaveri fram till 1920-talet.

#### Kambodja
I khmerriket i Kambodja förekom förslavande av människor från bergsstammarna som bland annat användes för byggarbete, och medborgare i khmerriket kunde hamna i slaveri genom skuldsättning.
I både Khmer (Kambodja), Annam (Vietnam) och Siam (Thailand) förekom förslavande av människor mot de oberoende bergsfolken, som tillfångatogs i slavräder, samt förslavande av krigsfångar. 
Kambodja hade olika kategorier slavar: qanak khnum skuldslavar; och ärftliga slavar qaanak nar, som i sin tur var indelade i krigsfångar, samt den lägsta kasten slavar, medlemmar av bergsfolk som kidnappats av slavhandlare i slavräder.
När fransmännen fick kontroll över landet påbörjades en avveckling av slaveriet 1876, när fransmännen gjorde det lättare för skuldslavar att köpa sig fria; slaveriet avskaffades sedan i Kambodja fullständigt genom konventionen av 17 juni 1884, som tvingades igenom av fransmännen på kungen, även om slaveriet i praktiken fortsatte fram till sekelskiftet 1900.

#### Kina
Slaveriet i Kina har varierat över tiden. Uppskattningsvis fem procent av befolkningen var förslavad i Handynastins Kina (200-tal), inklusive de slavar som hämtats från Filippinerna. Vid denna tid förekom slaveri som bestraffningsmetod inom rättssystemet. De förekom även en viss slavhandel med andra länder, och som gåvor från tributstater.
I Kina utgjorde slavar normalt sett en minoritet av befolkningen. Det starka feodalsystemet, som tvingade bondebefolkningen att arbeta för godsägarna, gjorde att det inte fanns något behov av ett regelrätt slaveri i större skala. Däremot förekom en minoritet slavar inom hushållen och sexindustrin. Dessutom var hovens eunucker slavar, och dessa kunde vid hoven uppgå till ett stort antal. Under tangdynastin förekom en slavhandel med utlandet, främst flickor från Vietnam och Korea, för sexuella ändamål. Under manchudynastins tid kallades slavarna – som vid denna tid var närmast synonymt med hushållsslavar – för booi aha.
Mellan 1723 och 1730 frigav kejsaren majoriteten av Kinas slavar i en reform med syftet att stärka kejsarmakten genom att jämna ut de sociala klyftorna. Slaveriet som sådant avskaffades dock inte, även om slavarna efter detta utgjorde en ännu mindre minoritet av befolkningen. Under 1800-talet växte istället det slavliknande kulisystemet som ersatte slaveriet, och kulierna exporterades även till andra länder.
Slaveriet i Kina avskaffades slutgiltigt år 1909; lagen trädde i kraft året därpå, men i praktiken förekom slaveri fram till 1949. Mui Tsai-slaveriet tillhörde de sista formerna av slaveri som praktiserades i Kina.

#### Korea
Slaveri var vanligt i Korea under antiken och medeltiden och ledde till en del slavuppror under 1300-talet, men minskade under 1500-talet.
Slavarna bestod under Joseondynastins tid av nobi-klassen, som var ärftlig, men en fattig person kunde också själv sälja sig in i nobiklassen. En nobi hade rätt att äga egendom och tjäna sin egen lön, och kunde köpa sig fri, och deras materiella standard skilde sig sällan från den övriga (fria) befolkningen nedanför adeln. Deras antal skiftade, men uppgick tidvis till tio procent av befolkningen.
Från 1775 utövade kungamakten en politik av långsam avveckling av systemet, och år 1801 frigavs kungahusets statliga slavar. Det ärftliga slaveriet avskaffades 1886 och hela nobi-systemet avskaffades 1894, även om slaveri i praktiken dröjde kvar och omtalas i vissa delar av landet så sent som 1930.

#### Nepal
I Nepal utsattes främst inhemska människor för förslavande snarare än import av utländska slavar, och i historisk tid var en vanlig form av slaveri skuldslaveri, då en far sålde sina barn som slavar för att kunna betala en skuld.
Slaveriet i Nepal handlade inte främst om grovt kroppsarbete utan snarare om slaveri i hushållet, vilket innebar att slavägare tog hänsyn till kastsystemet och inte ville ha slavar av lägre kast än de själva, något som innebar att fattiga lågkastiga personer sällan förslavades. 
År 1803 förbjöds förslavande av personer av de två högsta kasterna, Brahmins och Rajput Chetris, och 1839 förbjöds formellt förslavande av alla människor oavsett kast. Detta förbjöd inte slaveriet men begränsade det till redan befintliga slavar eftersom ingen ny person fick förslavas; detta förbud gällde dock endast på papperet och tillämpades inte.
Slaveriet i Nepal förbjöds slutgiltigt 28 november 1924, och lagen trädde i kraft 1925.

#### Malaysia
Slaveriet i Malaya är blygsamt känt fram till islams ankomst på 1300-talet, då befolkningen blev muslimsk. 
Förslavandet av muslimer förbjöds, vilket innebar att icke-muslimer blev måltavlor för slaveri. 
Slavar anskaffades genom fem huvudsakliga metoder; genom slavräder mot icke-muslimska bergsfolk, under vilka män och äldre kvinnor dödades medan unga kvinnor och barn togs som slavar; genom slavhandlare som tillfångatog och sålde slavar i Indonesien och Filippinerna; genom slavar som fördes till Malaya av pilgrimer på väg tillbaka till Mecka (dessa var normalt afrikaner); genom kriminella som valde att byta de kroppsstraff de hade dömts till mot slaveri; och genom skuldslaveri.
En anledning till att slaveriet var så vanligt i Malaya var därför att det låga befolkningsantalet gjorde det svårt att skaffa arbetskraft,  och utöver de slavar som användes som husslavar i sultanernas och rika personers hushåll användes slavar till alla upptänkliga typer av arbeten, som hantverkare och jordbruksarbetare.
Kolonialmakterna avskaffade slaveriet gradvis stat för stat i Sydostasien. Britterna drev en aktiv abolitionistpolitik från 1870-talet i de enskilda malajiska staterna; de framtvingade ett förbud i Perak 1875, och 1887 infördes en lag om registrering av slavar i Pahang, samtidigt som slavarna gavs samma lagliga skydd som fria medborgare, något som underminerade slaveriet och ledde till uppror 1891-1894. 
Den brittiska kolonialmyndigheten avskaffade slaveriet i Brittiska Malaya 1915.
Det var den sista delen av Malaya där slaveriet avskaffades, men slaveri i olika former förekom trots detta i praktiken även efter.
Trots britternas formella åtgärder fortsatte förekom slaveriet dock ännu under 1920-talet i både Malaya och Brittiska Borneo.
Den lag som infördes mot mui tsai-slaveriet i Hongkong infördes formellt i Straits Settlements och Federated Malay States 1925, men tillämpades inte.
Försäljningen av kinesiska barn, som flickor till bordeller i form av mui tsai, förbjöds i Straits Settlements och Federated Malay States 1937 och sedan Hongkong 1938 genom striktare registrering av adoptioner, som brukade användas som täckmantel för detta.
Genom de nya reglerna under 1930-talet bedömdes slaveriet slutligen vara helt avskaffat i Malaysia i laglig mening.

#### Thailand
I både Khmer (Kambodja), Annam (Vietnam) och Siam (Thailand) förekom förslavande av människor från de oberoende bergsfolken, som tillfångatogs i slavräder, samt förslavande av krigsfångar. 
Enligt samhällshierarkin sakdina under Ayutthayaeran (1351-1767) kallades slavar för that (ทาส från Pali: dāsa); dessa kunde födas som slavar, hamna i slaveri genom en skuldfälla eller som krigsfångar, och av vilka många sysselsattes inom jordbruket.
Slaveriet i Thailand avskaffades gradvis mellan 1874 och 1915; processen var långsamt då monarken ville undvika att provocera godsägarna. Chulalongkorn deklarerade 1874 att de som blivit slavar efter 1868 skulle bli fria då de uppnådde 21 års ålder, och denna bestämmelse utökades 1884, 1890, 1897, 1900 och 1906, då en bestämmelse utökade den så pass mycket att slaveriet i praktiken upphörde under de följande åren. År 1915 förbjöds slutligen slaveri fullständigt i landet.

#### Vietnam
I både Khmer (Kambodja), Annam (Vietnam) och Siam (Thailand) förekom förslavande av människor från de oberoende bergsfolken, som tillfångatogs i slavräder, samt förslavande av krigsfångar. 
Det fanns en mycket gammal handel med kvinnor och barn mellan Vietnam och Kina. Kina hade sedan antiken en slavhandel med vietnamesiska flickor, som köptes till bordeller i Kina.  
Under de många sekel Vietnam befann sig under kinesisk dominans förekom en handel med flickor till Kina för sexslaveri.
Under 1800-talet var denna slavhandel länkad till handeln med droger och opium mellan Vietnam och Kina.
Doktor Jules Harmand, som fått i uppdrag av French department of Public education att utforska södra Vietnam för att finna en rutt mellan Hue och Bassac, upptäckte en omfattande slavhandeln i Cochinkina under 1870-talet, där slavhandlare gjorde räder mot Montagnard och Kinh-folkets byar och sålde fångarna på slavmarknaderna i Phnom Penh och Bankok, en handel som påverkade hela Mekongdeltat. 
Harmand väckte frågan internationellt och uppmärksammade den nyligen tillsatta första franska guvernören av Cochinkina på frågan, som tillsatte en utredning för att förbjuda slavhandeln.
Slaveriet förbjöds automatiskt i Vietnam när de franska kolonialmyndigheterna introducerade den franska strafflagen i kolonin, då denna kriminaliserade slaveri och slavhandel.
I praktiken fortsatte en illegal smuggling med kvinnor och barn från Vietnam både till Kina och söderut till Singapore under hela den franska kolonialtiden, och de franska myndigheterna var kända för sin slapphet och ineffektivitet i frågan.
Enligt en rapport under 1880-talet var kvinnor från Annam (Vietnam) och Siam (Thailand) kända som offer för sexuell slavhandel till kineser och araber i Singapore. 
Vietnamesiska kvinnor ansågs vara arbetsamma, tysta och lydiga, och var därför eftertraktade som konkubiner. 
I Hanoi nämns me min ("kvinnokidnappare) som lockade till sig flickor med hjälp av sötsaker, och som föll offer för sexhandeln till Kina.
Den illegala slavhandeln med kvinnor och barn expanderade rentav enligt bevarade dokument mellan 1880-talet och 1930-talet, och de franska kolonialmyndigheterna ursäktade sin oförmåga att krossa slavhandeln genom att hävda att "hustruköp" ingick i den vietnamesiska kulturen. 

### Europa
Slaveriet fasades gradvis ut i större delen av Europa under 1100- och 1200-talet. Det var en följd av att kyrkan ogillade att kristna höll andra kristna som slavar, och att icke kristna slavar inte längre gick att få tag på när hela Europa blivit kristet. På 1300-talet hade slaveriet dött ut i nästan hela Europa och ersatts av livegenskap. 
Under 1500-talet började europeiska kolonialmakter använda slavarbetskraft i sina kolonier. Detta lade grunden för den transatlantiska slavhandeln. De flesta europeiska länder tillät dock slaveri i sina kolonier samtidigt som det fortsatt var förbjudet i själva moderlandet, vilket fick till följd att slavar från kolonierna som besökte moderlandet automatiskt betraktade som fria så fort de kommit till Europa. 
I slutet av 1700-talet uppkom abolitionismen i Europa och Amerika, vilket ledde till att det ena europeiska efter det andra först förbjöd slavhandeln, och därefter förbjöd slaveriet i sina kolonier. Den transatlantiska slavhandeln dog ut efter 1808, och de flesta europeiska länder hade förbjudit slaveriet i sina kolonier före 1850. De sista västerländska länderna som förbjöd slaveriet var USA 1865, Portugal (i sina kolonier) 1869, Kuba 1886 och Brasilien 1888. 

#### Albanien
Under antiken motsvarade det moderna Albanien den romerska provinsen Epirus Nova. Lagarna om slaveri i Romerska riket praktiserades även i Albanien. Albanien var sedan en del av Bysantinska riket fram till bildandet av Arberien (1190-1255) och kungariket Albanien (1272-1383) och furstendömet Albanien (1359–1415). 
Under denna tid lydde Albanien de lagar som gällde under slaveri i Bysantinska riket, där slaveriet gradvis hade dött ut under 1200-talet.
Under medeltiden utsattes samtidigt Albanien för Slavhandeln på Balkan, då de icke katolska innevånarna på Balkanhalvön utsattes för slavhandeln i Venedig. 
Bogomilska och ortodoxa slavar såldes från bland annat Albanien till Italien via slavhandeln i Ragusa.
De balkanska slavar som såldes av italienarna uppges ha varit albaner, bosnier, serber, slaver, bulgarer, valaker eller rutener. 
Slavhandeln på Balkan var separat från slavhandeln på Svarta havet med dess centra på genuesiska Kaffa och venetianska Tana. Balkanslavarna såldes aldrig via östra Balkanhalvön utan genom hamnarna längs Adriatiska havet; främst Ragusa (Dubrovnik), där venetianska köpmän inhandlade slavar för att sälja dem vidare via Egeiska havet. 
Albanska barn kallade anime såldes till Venedig via Durazzo (Durres); eftersom de inte var bogomiler, kallades de dock inte slavar utan livegna barnarbetare som formellt skulle arbeta under kontrakt.
Under 1400-talet erövrades Albanien av Osmanska riket. Albanien lydde därmed under de lagar som reglerade slaveri i Osmanska riket. Som sådan underkastades det devschirme. Många albaner konverterade dock till islam under den osmanska tiden och var därmed inte legitima att tas som slavar. 
När det Osmanska väldet upphörde, upphörde även institutionen slaveri i Albanien.

#### Armenien
Slaveriet i Armenien kan spåras till forntiden. 
I det forntida armeniska riket Urartu spelade slaveriet en viktig roll i ekonomin, då den kungliga familjen delade ut jordbruksmark och slavar till sina släktingar och anhängare; även templen ägde jordegendomar och slavar som skötte dem. 
Armenien bibehöll slaveriet genom de följande antika statsbildningarna i Armenien. 
Under flera tidsperioder behärskades Armenien av andra stater. Slaveriets historia i Armenien representerades därför av slaveriet som det såg ut och reglerades i Romerska riket, Bysantinska riket, Persien och Osmanska riket. Efter islamiska erövringen av Armenien 645 reglerades slaveriet av islamiska lagar. 
Östra Armenien tillhörde Persien 1555-1850, och Västra Armenien tillhörde Osmanska riket (och senare Turkiet) från 1453. I Östra Armenien var slaveriet lagligt i enlighet med institutionen av slaveri i Iran fram till att östarmenien blev en rysk provins 1850. Ryssland hade förbjudit slaveriet 1724, och slaveri blev därmed per definition olagligt när Armenien blev ryskt. 
Västra Armenien förblev en del av Osmanska riket, och dess historia av slaveri representerades därmed av institutionen av slaveri i Osmanska riket. Slaveriet Osmanska riket fasades ut genom 1889 års kanunname. Under folkmordet på armenierna 1915 blev många armenier definierade som kafir från Dar al-harb och sålda på slavmarknaden. 

#### Bosnien och Hercegovina
Under antiken var det moderna Bosnien och Hercegovina en romersk provins. Lagarna om slaveri i Romerska riket praktiserades även i Bosnien. 
Efter Romerska riket tillhörde Bosnien det Bysantinska riket. Under denna tid lydde Bosnien de lagar som gällde under slaveri i Bysantinska riket. Det bysantinska väldet upphörde under den slaviska invandringen på Balkan under 500- och 600-talet. Så småningom bildades fasta statsbildningar som Banatet Bosnien (1154–1377) och kungariket Bosnien (1377–1463). 
Under medeltiden utsattes samtidigt Bosnien för Slavhandeln på Balkan, då de icke katolska innevånarna på Balkanhalvön utsattes för slavhandeln i Venedig. 
Bogomilska och ortodoxa slavar såldes från bland annat Bosnien till Italien via slavhandeln i Ragusa.
De balkanska slavar som såldes av italienarna uppges ha varit albaner, bosnier, serber, slaver, bulgarer, valaker eller rutener. 
Slavhandeln på Balkan var separat från slavhandeln på Svarta havet med dess centra på genuesiska Kaffa och venetianska Tana. Balkanslavarna såldes aldrig via östra Balkanhalvön utan genom hamnarna längs Adriatiska havet; främst Ragusa (Dubrovnik), där venetianska köpmän inhandlade slavar för att sälja dem vidare via Egeiska havet.
Under 1400-talet erövrades Bosnien av Osmanska riket och var sedan en osmanska provins, Osmanska Bosnien och Hercegovina (1463-1908). Bosnien lydde därmed under de lagar som reglerade slaveri i Osmanska riket. Som sådan underkastades det devschirme. 
Det Osmanska riket reducerade formellt slaveriet genom 1889 års kanunname, men i praktiken tolererades denna av myndigheterna som halal.
När det Osmanska väldet upphörde, upphörde även slaveriet i Bosnien.

#### Bulgarien
Under antiken förekom slaveri bland trakerna som bebodde det senare Bulgarien. Under den romerska tiden reglerades slaveriet enligt principerna om slaveri i Romerska riket, och under medeltiden utifrån lagarna om slaveri i Bysantinska riket. 
Under medeltiden var Bulgarien självständigt som Första bulgariska riket (681–1018) och Andra bulgariska riket (1185–1422). Slaveri beskrivs som en ekonomiskt marginell institution i Bulgarien. 
Slavarna kallades otroks   och beskrivs som bönder utan egen jord som brukade godsägarens jord och som kunde köpas och säljas, men även var verksamma som hantverkare i städerna.  
De uppgavs ha ersatt de bysantinska livegna douparokoi som ingått i det tidigare bysantinska samhällssystemet på landsbygden.
Under Bulgariens tid som provins under det Osmanska riket (1422-1878) reglerades slaveriet under de lagar som gällde för slaveri i Osmanska riket. När Bulgarien blev fritt från Osmanska riket 1878 försvann alla former av slaveri från Bulgarien.

#### Bysantinska riket
Slaveriet behölls i det kristna Östromerska riket, som efter Västroms fall 476 kom att kallas Bysantinska riket. Den kristna kyrkan fördömde i sin retorik moraliskt slaveriet som en produkt av människans girighet, men slaveriet blev aldrig avskaffat, utan var fortsatt lagligt. 
Under krigstågen mot hedniska folk på Balkanhalvön under togs många icke kristna krigsfångar till slavar, och under 900-talet ska slaveriet i Bysans ha nått sitt maximum, till stor del på grund av de mängder med krigsfångar som tagits under de bysantinska krigstågen på Balkan. 
Vikingar, balter och slutligen ryska slavhandlare sålde slavar via Volgas handelsrutt i Ryssland till Konstantinopel i Bysans, som under 900-talet beskrivs som ett stort centrum för slavhandel. 
Efter 900-talet började dock slaveriet långsamt dö ut. Genom att de bysantinska godsägarna omvandlade sina slavar till livegna, fasades slaveriet ut och hade blivit ett urbant fenomen på 1200-talet. 

#### Cypern
I slutet av antiken och större delen av medeltiden reglerades slaveri på Cypern i enlighet med lagarna kring slaveri i Romerska riket (58 f. Kr-395 e. Kr.) respektive slaveri i Bysantinska riket (395-1191). Slaveriet fasades ut i Bysantinska riket och hade blivit ett marginellt fenomen i slutet av denna tidsperiod. 
Under den osmanska tiden (1571-1878) bedrevs slaveri på Cypern i enlighet med den islamiska lagen om slaveri i Osmanska riket. Svarta slavar från Afrika var populära i Osmanska riket och det är bekräftat att slavar från Afrika importerades till Cypern under 1500- och 1600-talet.
Under perioden 1590-1640 uppges hälften av alla slavar på Cypern vara svarta afrikaner.
Slaveriet upphörde när ön blev brittisk 1878. Ättlingarna till afrikanska slavar utgör nu afrocyprioterna.

#### Estland
Det finns mycket lite information om slaveriet och dess detaljer i Estland före dess kristnande, men det bedöms ha spelat en begränsad roll.
Baltikum var tidigt ett centrum för slavhandel. När vikingarna kristnades och upphörde med sin egen slavhandel, fortsatte balterna att tillfångata slavar och sälja dem nedåt flodvägarna mot Svarta havet. Den baltiska slavhandeln upphörde när tyska orden erövrade Estland. 
Under den danska (1219–1346) och sedan tyska tiden (1346–1561) underkastades större delen av befolkningen livegenskap i Estland. Livegenskapen var formellt sett inte samma sak som slaveri. 
I praktiken hade den dock många likheter med slaveri, eftersom livegenskapen i Estland innebar att livegna kunde säljas och köpas. 
Livegenskapen avskaffades i Estland 1816.

#### Frankrike
Under romartiden bestod Frankrike av den romerska provinsen Gallien. Under antiken var Gallien en genomfartsled för slavar från de brittiska öarna till Rom, samtidigt som lyxvaror och andra materiella varor transporterades andra vägen från sydöst till Gallien och de brittiska öarna, som inte hade några varor att erbjuda i gengäld utom människor.
Under den äldre medeltiden (ca. 500-1000) utgjorde Frankrike fortfarande en genomfartsled för slavhandel. Slavar exporterades fortfarande från de brittiska öarna genom Gallien ned mot Rom. Frankrike deltog också som mellanhand i slavhandeln i Prag, som exporterade hedniska slaver från Polen till slaveri al-Andalus på iberiska halvön fram till 1000-talets början. 
Slaveriet förbjöds i Frankrike år 1315. Den övergick sedan i livegenskap. I praktiken tolererades dock ett marginellt slaveri av tillfångatagna icke-kristna slavar i främst Marseilles. 
På 1600-talet återupprättades slaveri i de franska kolonierna. Slaveri var dock fortsatt förbjudet i själva Frankrike, samtidigt som det var tillåtet i kolonierna. Det innebar att slavar från kolonierna betraktades som fria så snart de passerade gränsen till det egentligen Frankrike. Slaveriet i de franska kolonierna förbjöds slutgiltigt år 1848. 

#### Georgien
Georgien deltog sedan antiken i den intensiva slavhandeln på Svarta havet. 
I egenskap av ett icke-muslimskt gränsland omgivet av muslimska länder definierades Georgiens innevånare som kafir från Dar al-Harb och blev under många sekel tvunget att betala en del av sina egna innevånare i tribut som slavar åt muslimska grannländer; samtidigt utsattes Georgien av ständiga slavräder från muslimska slavhandlare, som sålde georgier som slavar i Mellanöstern. Georgierna ägnade sig också själva åt att sälja georgiska slavar till muslimska länder. 
År 1768 vädjade georgiska kungar till Katarina den stora om ryska trupper för att befria förslavade georgiska medborgare, och Ryssland inkluderade också krav på att återbörda georgiska slavar i sina avtal med Osmanska riket. 
Under Rysslands erövring av Kaukasus och Georgien i början av 1800-talet ingick avskaffandet av både slaveriet och slavhandeln i takt med introducerande av ryska lagar, och på 1850-talet bedöms slavhandeln slutligen ha varit i princip avskaffad.

#### Grekland
Slaveri i antikens Grekland varade även under romersk tid och övergick i slaveri i Romerska riket och därefter under medeltiden i slaveri i Bysantinska riket, under vilket det övergick till livegenskap och hade förvandlats till ett marginellt urbant fenomen under 1200-talet. 
I slutet av medeltiden erövrades de grekiska staterna av Osmanska riket, som förslavade krigsfångar enligt principen om kafir från Dar al-Harb, som enligt islamisk lag betraktades som legitima att förslava. Under den tid Grekland var underkastat osmanskt styre (1458-1830) utsattes Grekland för Devschirmes slavsystem, då barn regelbundet utkrävdes som slavskatt, och slaveri sköttes enligt lagarna om slaveri i Osmanska riket. Under det grekiska frihetskriget 1821-1829 förslavades återigen greker i enlighet med principen om kafir från Dar al-Harb. Detta väckte sådant ogillande i Europa att de tillfångatagna slavarna frigavs genom 1830 års firman.

#### Lettland
Det finns begränsad dokumentation om slaveriet i (Livonien) Lettland före dess kristnande, men det står klart att det existerade, om än i begränsad form.
Baltikum var tidigt ett centrum för slavhandel. När vikingarna kristnades och upphörde med sin egen slavhandel, fortsatte balterna att tillfångata slavar och sälja dem nedåt flodvägarna mot Svarta havet. Den baltiska slavhandeln upphörde när tyska orden erövrade Lettland. 
Under den tyska tiden (1201–1561) underkastades större delen av befolkningen livegenskap i Lettland. Livegenskapen var formellt sett inte samma sak som slaveri. 
I praktiken hade den dock många likheter med slaveri, eftersom livegenskapen i Lettland innebar att livegna kunde säljas och köpas. 
Livegenskapen avskaffades i Lettland 1819.

#### Litauen
Under medeltiden, fram till föreningen av Polen och Litauen 1386, omtalas slaveri i Litauen i form av polacker som tillfångatogs och förslavades som krigsfångar i Litauen. Dessa omtalas ofta i avtal mellan Polen och Litauen, då Polen bad Litauen att utväxla dessa fångar. 
Slaveriet i Litauen förbjöds år 1588.  
Livegenskapen var dock fortsatt laglig. Livegenskap var formellt sett inte samma sak som slaveri. I praktiken hade livegenskapen i Litauen dock stora likheter med slaveri, eftersom livegna kunde säljas och köpas. 
Under den ryska tiden (1772-1920) varade livegenskapen fortsatt. Livegenskapen i Litauen avskaffades samtidigt som livegenskapen i Ryssland år 1861.

#### Malta
Malta styrdes som en religiös katolsk stat av Malteserorden (1530–1798). Under denna tidsperiod var Malta ett centrum för handeln med galärslavar till Europa. Malta befann sig i ständig krigföring mot Osmanska riket och barbareskpiraterna och förslavade krigsfångar tagna från muslimska militärskepp eller piratskepp de hade besegrat i strid. 
Dessa fångar var nästan alltid män, och i 80 procent av fallen muslimer eller judar. De flesta var turkiska osmaner, morer eller barbareskpirater. 
Det förekom också kristna slavar från Östeuropa: dessa var möjligen i många fall redan galärslavar från muslimska skepp. Kristna fångar blev i vissa fall frigivna, men om de tillhörde en annan kristen tro än den katolska betraktades de som lagliga att förslava. 
De slavar orden tog behölls för Maltas egen flotta, eller såldes till andra europeiska länder, som användes som galärslavar till deras egna flottor. 
Slaveriet på Malta avskaffades när Napoleon erövrade ön 1798 och avskaffade ordenstaten.

#### Medeltidens Europa
Efter Romerska rikets fall på 400-talet övergick slaveriet i det kristna Europa gradvis till livegenskap. Denna process gick i olika takt. Under den äldre medeltiden (500-1000) var slaveri fortsatt vanligt i det kristna Europa. Det var inte meningen att kristna skulle ta andra kristna som slavar, men det var däremot tillåtet för kristna att hålla hedningar som slavar. Det förekom därför en trafik av slavar från de hedniska delarna av Europa till det kristna Europa, och tvärtom. Den romerska termen för slavar, servus (män) och ancilla (kvinnor) användes ännu i hela Västeuropa under 1100-talet.

##### Brittiska öarna
På de brittiska öarna togs slavar som krigsfångar i räder mellan de olika smårikena, som öarna vid denna tid var splittrade i. Många slavar i England kom från Wales, och Bristol var ett stort centrum för slavhandel. Det gick en slavrutt längs floden Elbe från Brittiska öarna och Nordeuropa via Verdun, som var ett stort centrum för slavhandeln, mot Koblenz och Arles ned mot Medelhavet.
Under påven Gregorius den stores regeringstid på 500-talet nämns blonda slavpojkar från York i Rom. Denna slavhandel sköttes av radaniter och senare av vikingar, som handlade med hedniska slaver (troligen även balter och finnar) till det kristna Europa. Det gick också två slavrutter från Europa till den muslimska världen: den ena genom Frankrike till al-Andalus, och den andra via Donau och Volgas handelsrutt till arabiska handelsmän i Ryssland.

##### Vikingarnas slavhandel
De personer som tillfångatogs av vikingarna under deras räder i Västeuropa, som Irland, kunde säljas på slavhandeln i Dublin, varifrån de såldes vidare till slaveri i al-Andalus,  eller också transporteras till Haithabu eller till Brännö vid Göta älv, och därifrån över Östersjön vidare via Volgas handelsrutt till Ryssland, där slavarna såldes till muslimska köpmän i utbyte mot de silver-dirham och siden som har återfunnits i Birka, Wollin och Dublin; under 700- och 800-talen gick slavhandeln mellan vikingarna och den muslimska världen främst via Khazarriket, men från cirka 900 och framåt gick den genom via Volgabulgariska riket, varifrån slavarna transporterades via Khwarizm till  Samanidernas slavmarknad i Bukhara i Centralasien och därifrån vidare till slaveri i Abbasidkalifatet i Mellanöstern.

##### Baltiska slavhandeln
I Östeuropa var Baltikum kanske redan från antiken ett centrum och en källa för slavhandel. Liksom Finland var Baltikum länge hedniskt, och dess innevånare sågs därför ännu på 1200-talet som en legitim källa för slavar av kristna slavhandlare. Samtidigt ägnade sig balterna också själva åt slavhandel: det uppges att letterna på 1200-talet hade funnit slavhandeln som lukrativ att en stor del av dem hade det som huvudsyssla. Under 1100- och 1200-talen gjorde balterna slavräder runt Östersjön: 1226 omtalas till exempel att Ösels innevånare hade gjort en räd mot Sverige och tagit kvinnor och flickor som slavar. När vikingarnas slavhandel med araberna på Volgas handelsrutt upphörde på 1000-talet, tycks balterna ha fortsatt sälja vidare slavar nedför Volga mot Svarta havet, samt till Ryssland.

##### Italiensk slavhandel
Slaveriet dog ut i Västeuropa perioden 1100-1348, men återuppstod i Spanien (Katalonien) och Italien efter digerdöden.
I Medelhavsområdet fortsatte slaveriet i både kristna och muslimska länder när slaveriet i Västeuropa upphörde. I Italien var slavar ännu under 1400-talet vanliga särskilt som hushållsarbetare (ancillae). Italienska handelsmän köpte slavar i Svarta havet, Dubrovnik och på Kreta. Fortfarande gällde seden att inte förslava personer av samma religion. Bosnien var en populär källa för slavar till Italien, eftersom bosnierna var bogomiler, vilket ansågs vara en kättersk religion i det katolska Italien. Handeln med slavar från Bosnien upphörde efter att Bosnien hade erövrats av Osmanska riket på 1400-talet. 
Hedniska balter, kareler och finnar såldes så sent som under 1400-talet av ryssar ned längs Volga och Svarta havet till slaveri i Ryssland, och vidare ned till den Islamiska världen.

##### Mallorcas slavhandel
Mallorca erövrades 1229 av Aragonien och blev därefter, vid sidan av Valencia, centrum för handeln med de muslimer som tagits som slavar av kristna riken under reconquistan.

##### Slavhandelns slut
Under 1100-talet tycks slavhandeln ha ebbat ut i Europa norr om Alperna: slavmarknaden i Tyskland upphör att omnämnas vid 1100-talet slut. Det faktum att nästan hela Europa hade kristnats under 1100- och 1200-talen, gjorde också att det inte längre fanns så många hedningar som var legitima att förslava. I England förbjöds slaveriet 1102, I Norge hade det upphört 1274, i Frankrike förbjöds det 1315 och i Sverige 1335. 
Under det nyuppståndna europeiska slaveriet under renässansen 1348-1453 hämtade Europa slavar från tre zooner; en obetydlig del kom från reconquistan i Spanien; den största delen kom från Svarta havet; och mot slutet kom slavhandeln från Afrika igång.
Digerdödens arbetsbrist gjorde att Katalonien började importera slavar regelbundet från Svarta havet, och att Italien började tillåta slaveriet igen; trots att slaveriet ökade kraftigt i Spanien och Italien under denna period, ökade den dock från en obefintlig nivå, och antalet slavar var därför trots detta mycket lågt.
Under 1440-talet, när slavhandeln på Balkan och slavhandeln på Svarta havet ebbade ut, importerade portugiserna de första slavarna från den transsahariska slavhandeln i Afrika, vilket, efter upptäckten av Amerika 1492, ledde vidare till den transatlantiska slavhandeln.

#### Nederländerna
Under tidig medeltid på 600- och 700-talen drev friserna en internationell slavhandel, då de från sin bas i norra Nederländerna köpte krigsfångar från Skandinavien i de brittiska öarna och sedan sålde dem längs flodvägarna till Paris och de tyska städerna.
Under 800-talet blev Nederländerna en del av det Tysk-romerska riket, där den tyska lagen stadgade att både slavar och livegna blev automatiskt fria och de lyckades rymma till städerna enligt principen Stadtluft macht frei. 
Slaveriet dog ut i Västeuropa under 1100- och 1200-talen, då den kristna kyrkan ogillade att kristna ägde andra kristna som slavar och icke-kristna slavar blev allt svårare att få tag på, och 1453 förbjöd påven uttryckligen kristna att äga andra kristna som slavar.
Slaveriet tycks ha dött ut i Nederländerna under 1400-talet, men dess faktiska juridiska status var en oklar gråzoon. Under 1600-talet utövades slaveri i de nederländska kolonierna. Det var vanligt i Europa att europeiska kolonialmakter tillät slaveri i sina kolonier samtidigt som det var förbjudet i moderlandet, och att slavar från kolonierna som besökte moderlandet betraktades som automatiskt fria, och detta tycks ha tillämpats även i Nederländerna. Slaveri i Nederländska Ostindien avskaffades 1860 och i de övriga nederländska kolonierna 1863. 

#### Nordens träldom
Under vikingatiden kallades slavarna i Norden för trälar. Dessa saknade rättigheter och kunde köpas och säljas som handelsvaror. De kunde användas för alla former av arbete, från hårt gårdsarbete till att bli förvaltare för en gård.
Trälarna i Norden kom ursprungligen från krigsräder. Det var tillåtet att göra en krigsfånge till träl, om denna inte blev friköpt genom lösen. Träldomen blev sedan ärftlig. Man kunde också frivilligt göra sig själv till träl: ofta skedde detta på grund av fattigdom. Dessa slavräder gjordes ursprungligen under stridigheter mellan de olika lokalsamhällena i Norden. Under vikingatiden på 800- och 1000-talet gjordes dock vikingatåg över hela Europa. Vikingarna hade en omfattande slavhandel: icke kristna fångar såldes som slavar i det kristna Europa utefter Elbefloden, medan både kristna och hedniska fångar såldes som slavar till muslimska slavhandlare längs Volgas handelsrutt i Ryssland.
Sedan Norden hade kristnats på 1000-talet minskade slavhandeln, då kristna inte fick ta andra kristna som slavar, och allt fler länder runtomkring blev kristna, vilket innebar att man inte kunde få tag på nya trälar. Under 1200-talet ebbade slaveriet långsamt ut, då det började ses som en from handling att frige slavar, och kyrkan ogillande att kristna ägde kristna trälar, och det inte gick att få tag på icke-kristna trälar. Träldomen tycks ha dött ut på Island under 1100-talet och nämns för sista gången i Danmark år 1206; den förbjöds i Norge någon gång före år 1274, eftersom det omtalades i förfluten kontext detta år, och förbjöds i svensk lag genom Skara stadga år 1335.
Efter detta förekom slaveri inte längre inom Nordens egna gränser. Däremot förekom det så småningom i nordiska besittningar utanför Norden. Under 1600- och 1700-talen skaffade sig både Danmark och Sverige kolonier i Afrika och Amerika, där slaveri förekom, och där det avskaffades under 1800-talet. På den svenska ön Saint-Barthélemy avskaffades slaveriet år 1847 och i danska Västindien 1848.

#### Polen
Under vikingatiden var Polen känd som en källa för slavar. Slaverna som bebodde Polen var inte organiserade i en stat och var sårbara för anfall från omkringliggande folk. De var också hedningar längre än de flesta omgivande folk, och betraktade därmed som legitima att ta som slavar av sina kristna grannar. 
Under vikingatiden (800-1050) utförde vikingarna från norr räder in i Polen och hämtade slavar som de sedan transporterade flodvägen till slavhandeln i Khazarriket i öster. 
Vid samma tid utgjorde Polen en källa för slavar till slavhandeln i Prag i sydväst. Både hertigarna av Böhmen och rivaliserande polska lokala hövdingar tillfångatog och sålde polska fångar till slavmarknaden i Prag, där de köptes av slavhandlare som transporterade dem till slaveri al-Andalus via Frankrike, och Mellanöstern via slavhandeln i Venedig. 
Polen attackerades även österifrån av slavhandlare från Kievriket, som sedan via  Slavhandeln i Kievrus transporterades till slaveri i Bysans och slaveri i Abbasidkalifatet. 
Polens utsatta position som källa för slavar från både norr, öster och väster upphörde när Polen blev kristet runt sekelskiftet 1000 och de inte längre betraktades som legitima att förslava av kristna. 
Det förekom en inhemsk form av slaveri i Polen under Piastdynastins regeringstid 960-1370. Slaveriet uppges ha upphävts 1347. I Polen skilde man ursprungligen mellan slavar och livegna. Slavar var egendom, medan livegna var bönder som underkastades tvångsarbete under sin godsägare men som inte kunde köpas eller säljas. Efter att slaveriet upphävdes, började dock livegenskapen i Polen att utveckla sig till att övergå i slaveri. Under 1700-talet hade den polska livegenskapen förändrats så att livegna kunde köpas och säljas som slavar. I likhet med livegenskapen i Ryssland, hade livegenskapen i Polen därmed de facto övergått i slaveri, även om det formellt fortfarande betecknades som livegenskap. Livegenskapen i Polen upphävdes under ryskt välde på 1800-talet.

#### Portugal
Mellan 700-talet och 1100-talet låg det nuvarande Portugal under det islamiska al-Andalus och dess slaveris historia reflekterades i slaveri i al-Andalus. Under reconquistan mellan den kristna och muslimska sidan av iberiska halvön, gjordes krigsfångar som slavar på båda sidor av den religiösa gränszoonen, och i det muslimska al-Andalus betraktades kafir från Dar al-Harb (icke kristna från icke kristna länder) som religiöst legitima att förslava.
I själva Portugal fasades slaveri under medeltiden gradvis ut till livegenskap. 
Portugal var en av de främsta deltagarna i triangelhandeln. Redan på 1300-talet började Portugal importera slavar från Kanarieöarna, och på 1440-talet transporterades de första slavarna från Västafrika. Portugal var det europeiska land som påbörjade den Transatlantiska slavhandeln då det år 1526 transporterade de första afrikanska slavarna från Västafrika till den portugisiska kolonin Brasilien. 
Till skillnad från de flesta andra europeiska kolonialmakter, som tillät slaveri i kolonierna samtidigt som det var förbjudet i moderlandet, så tillät Portugal slaveri även i själva Portugal och inte bara i kolonierna, och det fanns en slavmarknad i Lissabon. Markis de Pombal förbjöd slaveri i själva Portugal år 1761, liksom import av slavar till Portugal.
Slaveriet i de portugisiska kolonierna förbjöds år 1869. 

#### Rumänien
Historien om slaveriet i Rumänien handlar egentligen om slaveriet i Valakiet och Moldavien, eftersom slaveriet hade avskaffats när dessa två stater förenades och bildade Rumänien 1856. 
I Rumänien före enandet var slaveri lagligt. Majoriteten av slavarna bestod av romer, som hölls som slavar av godsägarna, bojarerna, och kunde köpas, säljas och ägas som egendom. Deras ställning skilde sig från den icke-romska bondebefolkningen på landsbygden, som var livegna men inte slavar och till skillnad från romerna inte kunde köpas eller säljas. 
Slaveriet avskaffades år 1856.

#### Ryssland
I Kievriket hade slavhandeln både en inhemsk marknad och var också föremål för en internationell handel med slavar till utlandet i form av slavhandeln i Kievrus. 
Under storfurstendömet Moskva och det moskovitiska riket ägdes slavar av både privatpersoner, kyrkan och statens gods, men slaveri hade blivit ett marginellt fenomen och gradvis ersatts av livegenskap: Fjodor III omvandlade 1679 alla jordbruksslavar till livegna bönder, och Peter den store gjorde år 1723 detsamma med husslavarna, vilket innebar att slaveriet i Ryssland tekniskt sett hade avskaffats och ersatts av livegenskap.
Livegenskap som sådant var ursprungligen inte samma sak som slaveri. Under 1700-talet förändrades dock stegvis reglerna kring livegskapen till att slutligen i praktiken ha omvandlat den ryska livegenskapen till slaveri, trots att livegenskapen formellt behöll termen livegenskap.

#### Serbien
Under antiken förekom slaveri bland illyrerna som bebodde det senare Serbien. Under den romerska tiden reglerades slaveriet enligt principerna om slaveri i Romerska riket, och under medeltiden utifrån lagarna om slaveri i Bysantinska riket. 
Omkring sekelskiftet 600 upphörde det bysantinska väldet när området övertogs av slaviska stammar. Under medeltiden bildades självständiga stater i Serbien så som Furstendömet Serbien (768–969), Storfurstendömet Serbien (1090–1217), Kungariket Serbien (1217–1346), Serbiska tsardömet (1346–1371) och Despotatet Serbien (1402–1459).  
Under de serbiska staternas tid tycks samma typ av slaveri ha förekommit i Serbien som i det närliggande Bulgarien: slavarna kallades otroks  och beskrivs som bönder utan egen jord som brukade godsägarens jord och som kunde köpas och säljas, men även var verksamma som hantverkare i städerna. 
I Serbien reglerades slaveriet på 1300-talet enligt Stefan Dusans lagkod.
Under Serbiens tid som provins under det Osmanska riket (1400-talet-1804) reglerades slaveriet under de lagar som gällde för slaveri i Osmanska riket. När Serbien blev fritt från Osmanska riket upphörde slaveriet. 

#### Spanien
I det Visigotiska riket fortsatte slaveriet att tillämpas mer eller mindre under de romerska slavlagar som hade rått i det romerska Spanien, utöver att de till skillnad från romarna gärna använde slavsoldater; de arianskt kristna visigoterna förslavade gärna katolska kristna. 
Mellan 711 och 1492 låg stora delar av det nuvarande Spanien under det islamiska al-Andalus, och dess slaveris historia reflekterades i slaveri i al-Andalus. 
Under reconquistan mellan den kristna och muslimska sidan av iberiska halvön, gjordes krigsfångar som slavar på båda sidor av den religiösa gränszoonen, och i det muslimska al-Andalus betraktades kafir från Dar al-Harb (icke kristna från icke kristna länder) som religiöst legitima att förslava.
I det kristna Spanien fasades slaveriet ut mellan 700-talet och 1100-talet på grund av kyrkans ogillande av att kristna förslavade andra kristna, och begränsades till ett marginellt slaveri av muslimska krigsfångar.
Spanien var en av de deltagarna i den transatlantiska slavhandeln från Västafrika till sina amerikanska kolonier. Förutsättningen för denna handel hade legitimerats av påven genom Dum Diversas 1452, som tillät förslavandet av icke kristna. Den spanska kronan förbjöd förslavande av den amerikanska urbefolkningen. De spanska kolonisterna började därför importera afrikanska slavar genom systemet Asiento de negros mellan 1543 och 1834. 
Spanien förlorade de flesta av sina kolonier i Amerika under 1820-talet, och dess avskaffade i de flesta fall slaveriet under sin självständighetsförklaring. Slaveriet i den spanska kolonin Kuba år 1886.

#### Tjeckien
Tjeckien kallades före 1900-talet för Böhmen. Det är känt att slaveri existerade i det gamla kungariket och hertigdömet Böhmen. 
Slavarna kallades enligt latinsk term för servi eller ancillae, och ägdes och arbetade för de böhmiska godsägarna.
Slavar kunde ärva sin slavstatus av sina föräldrar; de kunde sälja sig själva till slaveri; och de kunde dömas till slaveri som bestraffning för ett brott, något som klart och tydligt nämns i Bretislav I:s edikt från 1039.
Böhmerna tog också krigsfångar som slavar, och deras räder mot omkringliggande folk omtalas flera gånger under medeltiden. År 869 nämns i Annales Fuldenses att böhmarna tillfångatog många kvinnor som slavar under ett krigståg mot Bayern; 1015 nämns hur de bortförde över tusen män utöver oräknade kvinnor och barn efter en räd mot Polen; år 1109 företogs en slavräd mot Ungern; och både 1093 och 1132-34 berättas om slavräder mot Schlesien. 
Böhmen var under 900-talet berömd för slavhandeln i Prag. 
Slaveriet tycks ha fasats ut mot livegenskap under andra hälften av 1100-talet. Efter 1150 försvinner slavarna från dokument, så som gåvodonationer, i Böhmen, och 1176 företogs den sista slavräden från Böhmen (denna gång mot Österrike).  
I slutet av 1100-talet omvandlades Böhmens ekonomi till en penningekonomi som gjorde slaveri olönsamt, och landsbygdens fria och ofria bönder smälte sedan samman till en sammanhängande bondeklass vars rättigheter under 1200-talet hade omvandlats till livegenskap.
Livegenskapen i Böhmen avskaffades 1781.

#### Tyskland
Slaveri i det område som är känt som nuvarande Tyskland nämns ifråga om antikens germaner. 
Slaveri existerade fortfarande som en institution i det Tysk-romerska riket (962-1806) under dess första sekel. 
Lagarna kring slaveri ärvdes av det föregående Frankerriket, som i sin tur bevarade lagarna från slaveri i Romerska riket. Mellan 400-talet och 1100-talet fasades slaveriet ut i Västeuropa och ersattes av livegenskap; efter 1100 användes livegna som jordbruksarbetare, och de återstående slavarnas antal krympte till ett marginellt antal av husslavar och hantverkare.

Under den senare delen av medeltiden började slaveriet dö ut i Tysk-romerska riket i fasas ut mot livegenskap. Kyrkans principer förbjöd att kristna höll andra kristna som slavar, och i takt med att fler delar av Europa blev kristna, försvann möjligheten att få tag på icke-kristna slavar genom att till exempel göra krigsfångar till slavar, något som tidigare varit vanligt. 
Slavmarknaderna i Tyskland noteras ha upphört under 1100-talet, då de inte längre nämns någonstans. 
Mellan 1500-talets slut och sekelskiftet år 1800 kan 308 Kammermohr, majoriteten män, dokumenteras vid de tyska furstliga småhoven. Huruvida dessa ska definieras som slavar är oklart, eftersom slaveri inte längre var lagligt i Tyskland vid denna tid. De var dock i vilket fall slavar då de anlände till Tyskland. 

#### Ukraina
Det område som utgör nuvarande Ukraina var i årtusenden en källa till slavar till slavhandeln på Svarta havet. Under antiken beboddes Ukraina av skyterna, som levererade slavar från omgivande folk till slavhandeln på Svarta havet, som då sköttes av de antika grekerna och romarna. 
Under medeltiden var Ukraina en del av Kievrus och vikingarnas flodväg ned till bysantinarnas och senare italienarnas slavhandeln på Svarta havet. 
Under tidigmodern tid var Ukraina under över trehundra år, från 1400-talet till 1700-talets slut, föremål för krimtatarernas slavräder för att leverera slavar till Krimkhanatets slavhandel på Krim vid Svarta havet, som levererade slavar till slaveri i Osmanska riket. Den ständiga slavjakten förvandlade Ukraina till vad som kallades de vilda fälten och avfolkade en stor del av landet. 
Under den ryska tiden lydde en stor del av Ukrainas befolkning under livegenskap i Ryssland, som vid denna tid i praktiken hade omvandlats till slaveri i allt utom namnet. Denna form av slaveri upphävdes 1861.

### Mellanöstern
Efter den islamiska expansionen på 600- och 700-talet var Mellanöstern enat under de muslimska kalifaten i flera sekel, och slaveri och slavhandel kom att äga rum på likartat sätt i hela Mellanöstern. Slaveri i Rashidunkalifatet (632-661) utgick från förslavande och handel med krigsfångar, en karaktär som även präglade slaveri i Umayyadkalifatet (661-751). 
Slaveri i Abbasidkalifatet (750-1258) utvecklade en starkt kommersiell slavhandel med icke-muslimer från alla väderstreck in i den muslimska världen från den icke muslimska världen söderut i Afrika, norrut i Europa och österut i Asien. Manliga slavar användes utöver grovarbete även för administrativa uppgifter som eunucker och som slavsoldater, medan kvinnliga slavar användes som hushållstjänster och för sexuellt slaveri som konkubiner. 
Denna karaktär av slaveriet som etablerades i Abbasidkalifatet skulle komma att bibehållas i tusen år; under slaveri i Mamluksultanatet (1250-1517) och slaveri i Osmanska riket (1517-1917) och de länder som bildades när Osmanska riket splittrades, fram till att slaveriet avskaffades under tryck från Väst under 1900-talen. 

#### Afghanistan
Historiskt tillhörde Afghanistan länge Persien. Efter att Persien och Afghanistan gradvis började övergå till islam på 600-talet fick slaveriet samma karaktär som i andra muslimska regioner, vilket innebar att det ansågs lagligt att ta icke muslimer som slavar. Under medeltiden kom en stor del av slavarna från slavräder som företogs av slavhandlare från muslimska områden mot de områden i Persien och Afghanistan som ännu inte hade konverterat till islam, så som till exempel Daylam i nordvästra Iran och bergsregionen Ḡūr i centrala Afghanistan. Då dessa områden efterhand konverterade till islam blev det, på grund av sedvänjan att ta krigsfångar som slavar, vanligt att företa slavräder även mot muslimska områden, trots förbudet för muslimer att ta andra muslimer som slavar, särskilt över gränsen mot Iran, något som så sent som vid sekelskiftet 1900 ännu var vanligt. Det förekom också att fattiga föräldrar i södra Iran sålde sina barn till slaveri i Afghanistan.
De flesta slavarna i Afghanistan hölls i städerna, där manliga slavar (ghulam) bland annat kunde användas av staten till olika administrativa uppgifter, medan kvinnliga slavar användes som hushållsarbetare (kaniz) eller konkubiner (surriyat eller sexslavar) i haremen, vaktade av slaveunucker (ghulam bacha). Majoriteten tycks ha kommit från Persien eller Centralasien; efter hazarernas resning 1888-1893 förslavades också tusentals hazarer, som var shiamuslimer istället för sunnimuslimer och där det muslimska påbudet om att inte förslava personer av samma religion ansågs legitimera förslavandet av andra muslimer. Barn var dyrare än vuxna: en person under tolv år såldes för 50 rupies medan priset sjönk efter tolv års ålder, flickor såldes för ett högre pris än vuxna män, och de flesta välbärgade familjer hade slavar, oftast som hushållsarbetare.
Slaveriet förbjöds av Amanullah Khan, som lät frige kungahusets och den kungliga haremets slavar 1920, och som år 1923 förbjöd slaveriet i landets nya konstitution. Vid den tidpunkten fanns det sjuhundra slavar bara i Kabul som officiellt kallades begar ("tvångsarbetare"): majoriteten av dessa var hazarer, och de utgjorde också majoriteten av Kabuls hazariska befolkning. I praktiken fortsatte dock slaveriet ännu en tid efter förbudet. Aurora Nilsson uppger i sina memoarer från tiden i Kabul 1926-27, att en tysk kvinna såldes på offentlig auktion i huvudstaden och då köptes fri av den tyska ambassaden för 7,000 mark.

#### Gulfstaterna
Gulfstaterna schejkdömena Bahrain, Qatar, Abu Dhabi, Ras al-Khayma, Dubai, Sharja, Umm al-Qaywayn, Fujayra, och Ajman befann sig under brittisk beskydd i form av Fördragsstaterna mellan 1892 och 1971, då de blev självständiga, varav dessa, förutom Bahrain och Qatar, bildade Förenade arabemiraten. Kuwait befann sig under samma tid även det under brittiskt beskydd men ingick inte i Fördragsstaterna utan utgjorde ett eget protektorat 1899–1961.
Bahrain och Kuwait beskrevs som utländska stater under brittiskt beskydd, och Qatar, Abu Dhabi, Dubai och övriga beskrevs som autonoma. Kontakterna mellan dessa stater och Storbritannien sköttes av India Office och deras utrikespolitik av Foreign Office, men den brittiska kontrollen över Gulfstaternas inre angelägenheter var bristfällig. India Office lade sig inte i inre affärer utan nöjde sig med att skydda brittiska medborgare, upprätthålla en hjälplig fred mellan härskarna och inför NF framställa det som att Gulfstaterna åtlydde samma internationella avtal som britterna. Britterna bekämpade slaveriet i enlighet med 1926 Slavery Convention. De var medvetna om att det pågick slavhandel i Gulfstaterna, men ansåg sig inte kunna ingripa mot den och strävade därför främst för att se till att denna inte blev internationellt uppmärksammad.
Både 1932 och 1935 vägrade britterna att ingripa mot slaveriet i Gulfstaterna av rädsla att detta skulle äventyra deras nominella överhöghet i området, och försökte motarbeta internationella insyn i den slavhandel som pågick i området för att slippa ingripa mot den. 1935 meddelade britterna att samtliga Gulfstater utom Kuwait hade förbjudit slavhandeln i avtal med britterna, men vägrade tillåta internationell insyn eftersom det i själva verket pågick en intensiv slavhandel i Gulfstaterna, där slavar användes i pärlfiskeindustrin och uppges ha blivit ovanligt hårt behandlade.
1936 uppgav britterna inför NF att Gulfstaterna bara meddelade sig internationellt genom britterna. Rapporten påstod att slavhandeln upphört i Kuwait och Barhain; att det förekom en blygsam slavhandel från Baluchistan och Saudiarabien till Oman och Qatar, men att de slavar som ville kunna söka asyl hos brittiska agenten i Sharjah. I verkligheten bedöms de brittiska rapporterna ha varit långt ifrån sanningsenliga. Flera planer framlades om att ingripa mot slavhandeln, men ingen bedömdes genomförbar. 1940 rapporterades att en stor del av slavarna som skeppades över persiska gulfen var från Baluchistan, och hade sålt sig och sina barn själva för att undslippa svälten i hemlandet. Baluchiska flickor skeppades 1943 via Gulfstaterna till Mecka där de såldes som konkubiner för 350-450$, sedan vita flickor inte längre gick att få tag på.
Sedan Indien år 1947 blivit självständigt tog Brittiska Foreign Office för första gången en påtaglig kontroll över Gulfstaterna och kom i position att på allvar ingripa mot slaveriet, särskilt som en större internationell närvaro i Gulfstaterna drog en större uppmärksamhet till dem. Anti-Slavery Society påpekade att det fanns en miljon slavar i Arabvärlden och krävde en kommitté i FN, sedan slaveri hade förbjudits i FN:s deklaration om de mänskliga rättigheterna 1948. Slaveriet förbjöds officiellt i Gulfstaterna 1970.

#### Irak
Irak tillhörde Osmanska riket 1535-1920, och var 1921-1932 ett brittiskt protektorat i form av kungariket Irak. 
Under folkmordet på armenierna mellan 1915 och 1923 förslavades och såldes många armenier, främst kvinnor, flickor och pojkar under 12 års ålder, som slavar till muslimer i Syrien och Irak. 
Armeniska barn och flickor såldes från Syrien till Irak och hamnade i vissa fall i harem och bordeller i irakiska städer som Bagdad. 
Efter britternas erövring av Osmanska Bagdad räddade britterna 80 armeniska flickor från muslimska hushåll, och 1919 rapporterade britterna att det befann sig omkring 1000 armenier i Bagdad och att deras antal ständigt ökade när flickor och barn räddades från arabiska hushåll.
Efter vapenvilan gav den Osmanska regeringen order till de lokala styresmännen att lokalisera (förslavade) kristna kvinnor och barn och återlämna dem till kristna myndigheter. 
Egyptiska armenier organiserade räddningsexpeditioner för att hämta armeniska slavar från beduinerna i Syrien och Mesopotamien (Irak): en av dessa, ledd av Rupen Herian, rädda 533 förslavade kvinnor och barn mellan juni-augusti 1919.
Många armenier som förslavades under folkmordet kunde befrias under 1920-talet tack vare bland annat Karen Jeppe, men tusentals kvarblev i slaveri.
Slaveriet förbjöds formellt 1924 genom kungligt dekret av kung Faisal I. 

#### Iran
Slaveri var ovanligt i det antika Persien under Akemeniderna, men blev vanligare under Sasaniderna.
I det muslimska Persien förslavades människor från det icke muslimska Afrika liksom från det kristna Europa i Persien genom slavhandeln på Krim och den arabiska slavhandeln. Kvinnor var efterfrågade i haremen och kom till Persien genom bland annat slavhandeln på Krim och (sedan denna upphört 1783) som sk. Tjerkessiska skönheter från Georgien och Armenien, medan afrikanska män var efterfrågade som haremsvakter och tjänare och kom till Persien genom den arabiska slavhandeln på Östafrika.
Efter det rysk-persiska kriget 1826–1828 ströps handeln med haremskvinnor från Kaukasus, Georgien och Armenien, och genom britternas bekämpande av den arabiska slavhandeln i Indiska Oceanen minskade även importen av slavar från Afrika från 1870-talet, även om denna inte helt upphörde. Slaveriet avskaffades slutligen i Iran år 1929.

#### Jemen
De brittiska myndigheterna i Adens protektorat rapporterade 1936 att de endast kunde få bristfälliga uppgifter om slaveriet i Jemen. Av en befolkning på tre miljoner hade fanns information om ungefär 4000 slavar, av vilka den stora majoriteten var afrikaner (antingen födda där eller importerade) och en mycket liten del var vita (från Kaukasus), och de flesta sysselsatta som bönder och soldater.
Den första rapporten om slaveriet i Aden-protektoratet kom 1936. Britterna uppgav då att det fanns mellan 5.000-10.000 slavar de kände till. De flesta från Afrika, men några rika män i Hadramaut ägde konkubiner från Kina och Java. Det fanns kinesiska kvinnor som köpt från Singapore, indiska kvinnor som sålts av sina äkta män, afrikaner som införts i landet som tjänare och barn från Sydostasien som förts dit under förespeglingen att de skulle få undervisning. Britterna, som åtagit sig att avskaffa slaveriet i hela det brittiska imperiet, lät friköpa, frige och omlokalisera många slavar till andra brittiska kolonier.
Slaveriet förbjöds officiellt 1962. Det har dock rapporterats att slaveri fortfarande förekommer i Jemen.

#### Jordanien
Området tillhörde Osmanska riket 1517-1921. Transjordanien blev 1921 en monarki under brittisk överhöghet, och 1946 ett självständigt land.
Britterna förklarade år 1929 formellt slaveriet förbjudet i Transjordanien. Detta förbud inlemmades i konstitutionen och efter detta hade ingen öppet slavar i Jordanien. I praktiken förekom dock slaveri med klientsystemet som täckmantel även efter detta, och en rapport till NF omtalar slaveri bland beduinska schejker Palestina och i Jordanien 1934. 
Slaveriet ska i praktiken ha fortsatt så sent som efter andra världskriget.

#### Libyen
Libyen var sedan forntiden ett centrum för den transsahariska slavhandeln mellan Afrika och Medelhavsvärlden. Det var oftast genom Libyen slavar exporterades till det Forntida Egypten och Romerska riket. Denna handel fortsatte ostört i tusentals år fram till 1800-talet, då Libyen tillhörde Osmanska riket, där slavhandeln formellt förbjöds 1853. I praktiken existerade förbudet enbart på papperet och handeln fortsatte öppet fram till att Libyen blev en italiensk kolon 1912. Under den italienska tiden fortsatte handeln illegalt i mindre skala och i mer otillgängliga delar av landet.
Under 2000-talet blev Libyen ett transitcentrum för afrikanska migranter på väg till Europa, något som ledde till att migranter kvarhölls av människosmugglare i interneringsläger i Libyen och såldes som slavar på auktion, något som har uppmärksammats av människorättsorganisationer.

#### Oman
Oman var länge berömd som ett centrum för slavhandeln i Indiska Oceanen. Det utgjorde centrum för slavar som importerades från Afrika och vidare till Persien och Arabiska halvön. Oman har delvis sin historia om slavhandel gemensam med Zanzibar, då Oman och Zanzibar var förenade i personalunion 1692-1856. Det var via Zanzibar afrikanska slavar importerades och därefter exporterades till andra länder. Denna handel fortsatte även sedan riket delades i sultanatet Zanzibar (1856-1964) och Muskat och Oman (1856-1970). Under 1900-talet importerades även slavar från Baluchistan, och från Saudiarabien.
Britterna definierade på 1920-talet Muskat och Oman som en autonom stat i särskild relation med Storbritannien. Britterna meddelade 1935 det internationella samfundet att Oman hade undertecknat ett avtal med britterna som förbjöd slavhandel, men vägrade att tillåta internationell insyn i Oman eftersom de i själva verket tolererade att slavhandel pågick där. 1936 uppgav britterna inför NF att Oman bara meddelade sig internationellt genom britterna. Rapporten medgav att det fortfarande förekom en slavhandel från Baluchistan och Saudiarabien till Oman och Qatar, men att denna var ytterst blygsam, och att de slavar som ville kunna söka asyl hos brittiska agenten i Sharjah. I verkligheten bedöms de brittiska rapporterna ha varit långt ifrån sanningsenliga.
Slaveriet förbjöds officiellt i Oman 1970.

#### Saudiarabien
Nuvarande Saudiarabien låg 1517-1916 nominellt under Osmanska riket. Osmanska riket avskaffade slaveriet 1908, men denna lag gällde aldrig annat än på papperet på Arabiska halvön. När en självständig statsbildning uppstod i form av kungariket Hijaz efter första världskriget ansåg sig denna stat inte vara bunden av osmanska avtal, och området blev ett centrum för den regionala slavhandeln.
Slavhandeln gick från Afrika, där arabiska slavhandlare köpte slavar från hövdingar i främst Sudan och Etiopien och skeppade dem i hemlighet via röda havet till Jeddah. En annan kanal för slavar var pilgrimsfärden till Mecka, Hajj, där pilgrimer förde med sig slavar i form av hustrur, barn, tjänare eller andra personer, som var medvetna om att de skulle bli sålda vid framkomsten, eller hade lurats dit under falska förespeglingar. Britterna bekämpade denna slavhandel genom att patrullera farvattnen kring arabiska halvön, men utan större framgång. Efter 1930-talet tillkom också alltmer en import av slavar från Baluchistan via Gulfstaterna och Oman.
Efter andra världskriget hamnade Saudiarabien under ett växande internationellt tryck från FN att förbjuda slaveri och slavhandel. Slaveri förbjöds 1948 i FN:s deklaration om de mänskliga rättigheterna. Slaveriet förbjöds officiellt genom kungligt dekret 1962.

#### Syrien
Syrien tillhörde Osmanska riket 1516-1920 och var ett franskt protektorat 1920-1946. Provinsen lydde under osmansk lag, även om den lokala guvernören (wali) tillämpade lagen utifrån eget tycke. 
Osmanska riket förbjöd formellt icke muslimer eller dhimmis (judar och kristna) från att äga slavar, specifikt muslimska slavar, eftersom alla slavar normalt sett tvingades konvertera till islam när de tillfångatogs. Förbudet tillämpades dock bara periodvis. I Syrien, som hade en stor kristen och judisk befolkning ledde detta ibland till konflikter, då många judar och kristna, precis som muslimerna, ägde slavar i form av svarta afrikanska kvinnor.  
I maj 1842 uppviglade guvernören av Damaskus, Najib Pasha, muslimer att attackera kristna och judiska hem för att frita dessas slavar, eftersom det var emot sharia för icke muslimer att äga slavar; de europeiska konsulerna bad då de kristna och judiska församlingarna att frige sina slavar för att undvika detta, något de också gjorde.
Tanzimatreformerna 1839–1876 förstärkte ytterligare förbudet för icke-muslimer att äga (muslimska) slavar. Muslimer fortsatte dock att äga slavar även efter detta. 
I mitten av 1800-talet började Osmanska riket införa lagar mot slavhandeln. År 1830 frigavs formellt alla vita slavar (européer och tjerkesser) i Osmanska riket enligt en firman (dekret) av sultan Mahmud II, och i oktober 1854 förbjöds slavhandeln med tjerkesser och georgier. Dessa förbud var dock selektiva förbud, som endast gällde vithyade slavar, och den större slavhandeln med afrikaner var därmed fortsatt laglig. År 1890 signerade Osmanska riket den internationella antislavhandelsakten i Bryssel, Brussels Conference Act of 1890. Därmed var all slavhandeln formellt förbjuden i Osmanska riket. I praktiken tillämpades dock dessa lagar godtyckligt av de lokala guvernörerna. 
Slavmarknaden i Damaskus opererade fortfarande öppet under 1870-talet, och hölls regelbundet varje år när pilgrimskaravanerna återkom från hajj i Mecka. 
Många av slavarna från Slavhandeln på Röda havet fördes landvägen via karavan till Syrien, där slavmarknaden i Damaskus årligen tog emot cirka 200 slavar.  
I maj 1879 skeppades enligt en brittisk rapport 320 slavar över Slavhandeln på Röda havet till Jidda.
 
En resebeskrivning från 1870-talet uppger att slavmarknaden i Damaskus var mindre än de i Konstantinopel och Kairo, men i gengäld försiggick öppet inför utlänningar, och att den sålde afrikanska kvinnor och eunuck-pojkar avsedda som tjänare i privata hem. 
Osmanska Syrien var dock en provins som låg tillräckligt nära Konstantiopel och öppet för europeiska diplomater för att påverkas tidigast av den officiella osmanska politiken mot slaveriet, som tillämpades vid mitten av 1800-talet, och lokala styresmän införde åtgärder mot karavanerna. År 1880 rapporterades endast sexton slavar ha nått slavmarknaden i Damaskus.
Under folkmordet på armenierna mellan 1915 och 1923 förslavades och såldes många armenier, främst kvinnor, flickor och pojkar under 12 års ålder, som slavar till muslimer i Syrien och Irak. 
Turkarna utövade en lukrativ handel med armeniska flickor som ibland kunde byta ägare upp till fem eller sex gånger och som såldes vidare på detta sätt så långt bort som "Arabia" (Saudiarabien), Tunisien och Algeriet av pilgrimer från Mecka.
Britterna befriade många av de armeniska slavarna då de erövrade Osmanska Syrien och Irak; när britterna erövrade Aleoppo, Deir Zor och Cilicia 1918 friköptes många armenier, medan andra frivilligt överlämnades av sina ägare till britterna.
Efter vapenvilan gav den Osmanska regeringen order till de lokala styresmännen att lokalisera (förslavade) kristna kvinnor och barn och återlämna dem till kristna myndigheter. 
Syriens de facto härskare Faisal I, som var en brittisk allierad, gav order till alla araber att överlämna armeniska kvinnor och barn till "deras folk".
Nationernas förbund, Karen Jeppe, British Friends of Armenia och Syrian Armenian Relief Society arbetade till in på 1930-talet för att spåra upp och frita de armenier som hölls som slavar. Enligt Karen Jeppes rapport till Förenta Nationerna i maj 1927 hade 1600 armenier blivit räddade, främst från Syrien  men många tusentals uppskattas ha blivit kvar i slaveri.
1920 blev Syrien formellt ett franskt mandat. Den 20 juli 1931 ratificerade Frankrike 1926 Slavery Convention för Libanons och Syriens räkning, vilket trädde i kraft 25 juni 1931.
År 1956 ratificerade Syrien ännu en gång 1926 Slavery Convention, denna gång som självständig stat.

## Slaveri inom fiktion

### Slaveri på film
Film har varit ett inflytelserikt medium att berätta om slaveriets historia för allmänheten runt om i världen.
Den amerikanska filmindustrin har dock haft ett komplext förhållande till slaveri och har fram till de senaste decennierna ofta undvikit ämnet. Filmer som Nationens födelse (1915) och Borta med vinden (1939) blev kontroversiella eftersom de gjorde fördelaktiga skildringar av systemet. Den sista filmen med en sådan skildring var Disneys Sången om Södern från 1946. År 1940 gjordes Vägen till Santa Fe, en liberal men tvetydig framställning av John Browns angrepp mot slaveriet. De flesta Hollywoodfilmerna har använt en amerikansk miljö, filmen Spartacus (1960) däremot behandlade en verklig revolt i det romerska riket, kallat spartacusupproret. Filmen håller sig förvånansvärt nära den historiska dokumentationen.
| År   | Titel                    | Filmgenre                   | Regissör                         | Skådespelare     | Land                | Bok                                    | Författare           |
| ---- | ------------------------ | --------------------------- | -------------------------------- | ---------------- | ------------------- | -------------------------------------- | -------------------- |
| 1915 | Nationens födelse        | Historiskt drama episk film | D. W. Griffith                   | Lillian Gish     | USA                 | The Clansman                           | Thomas Dixon, Jr.    |
| 1960 | Spartacus                | Historiskt drama episk film | Stanley Kubrick                  | Kirk Douglas     | USA                 |                                        |                      |
| 1968 | Angélique and the Sultan | Drama                       | Bernard Borderie                 |                  | Frankrike           | Angélique                              | Anne Golon           |
| 1969 | Burn!                    | Drama                       | Gillo Pontecorvo                 | Marlon Brando    | Italien             |                                        |                      |
| 1975 | Mandingo                 | Drama exploitation film     | Richard Fleischer                | Ken Norton       | USA                 | Mandingo                               | Kyle Onstott         |
| 1977 | Rötter (TV-serie)        | Historiskt drama            | Chomsky, Erman, Greene och Moses |                  | USA                 | Rötter                                 | Alex Haley           |
| 1993 | Queen (TV-serie)         | Historiskt drama            | John Erman                       | Halle Berry      | USA                 | Queen: The Story of an American Family | Alex Haley           |
| 1997 | Amistad                  | Drama                       | Steven Spielberg                 | Djimon Hounsou   | USA                 |                                        |                      |
| 1998 | Älskade                  | Drama                       | Jonathan Demme                   | Oprah Winfrey    | USA                 | Älskade                                | Toni Morrison        |
| 2000 | Gladiator                | Historisk episk film        | Ridley Scott                     | Russell Crowe    | Storbritannien, USA |                                        |                      |
| 2007 | El Cimarrón              | Historiskt drama            | Iván Dariel Ortíz                | Pedro Telemaco   | Puerto Rico         |                                        |                      |
| 2013 | Belle                    | Kostymdrama                 | Amma Asante                      | Gugu Mbatha-Raw  | Storbritannien      |                                        |                      |
| 2012 | 500 Years Later          | Dokumentärfilm              | Owen 'Alik Shahadah              |                  | Storbritannien, USA |                                        |                      |
| 2006 | Amazing Grace            | Historiskt drama            | Michael Apted                    |                  | Storbritannien, USA |                                        |                      |
| 2007 | Trade                    | Thriller                    | Marco Kreuzpaintner              |                  | Tyskland, USA       |                                        |                      |
| 2010 | The Slave Hunters        | Historiskt drama            | Kwak Jung-hwan                   |                  | Sydkorea            |                                        |                      |
| 2012 | Lincoln                  | Historiskt drama episk film | Steven Spielberg                 | Daniel Day-Lewis | USA                 |                                        | Doris Kearns Goodwin |
| 2012 | Django Unchained         | Western                     | Quentin Tarantino                | Jamie Foxx       | USA                 |                                        |                      |
| 2013 | 12 Years a Slave         | Historiskt drama            | Steve McQueen                    | Chiwetel Ejiofor | Storbritannien, USA | Twelve Years a Slave                   | Solomon Northup      |
| 2016 | The Birth of a Nation    | Historiskt drama            | Nate Parker                      | Nate Parker      | Kanada, USA         |                                        |                      |